# SHINee
SHINee為韓國SM娛樂於2008年推出的五人男子音樂團體，初始成員包括溫流、鐘鉉、KEY、珉豪及泰民，由溫流擔任隊長。2017年12月18日鐘鉉逝世後，官方在2018年初宣布組合以四人體制活動。團名「SHINee」為原創詞，是由「Shine」名詞型、語尾再加上「ee」組合而成的新名詞，有「獲得光芒的人」的意思，懷抱着追求多樣的音樂、以吸引不同年齡層歌迷的抱負。
SHINee於2008年5月25日以《Replay》一曲出道，因在學生中掀起一股時尚潮流而受到廣泛關注，被媒體稱為「SHINee Trend」。承接著這股強勁的氣勢，SHINee之後兩年推出的單曲《Ring Ding Dong》、《LUCIFER》都獲得成功，登上韓國多個音樂榜榜首，其中憑《LUCIFER》榮獲金唱片獎本賞、更成爲韓國年度銷量榜第六位，進一步鞏固自身人氣。2012年，SHINee發行的單曲《Sherlock》大賣十八萬張，為韓國年度銷量榜第五位。SHINee曾於2014年及2016年登上韓國福布斯名人榜。
SHINee於2011年正式進軍日本，出道單曲《Replay -你是我的everything-》創下當時发行首周史上韓國男團日本出道銷售紀錄，並憑此單曲入選日本金唱片獎。而在之後陸續發行的專輯《The First》、《Dazzling Girl》、《Superstar》等也獲得成功，年度銷量超過十萬，並已獲日本唱片協會認證。
目前SHINee已發表九張正規專輯、五張迷你專輯以及多張單曲，也曾為大熱韓劇演唱插曲，包括《花樣男子》的《Stand by me》以及《檢察官公主》的《Fly High》。SHINee出道多年來獲得多個獎項，包括2013年甜瓜音樂獎「年度藝人」，並先後四次獲得金唱片獎本賞、五次獲得首爾歌謠大賞本賞，2016年獲頒韓國大眾文化藝術賞國務總理表彰，被傳媒稱為「韓流王子」。
SHINee以從不抗拒改變而馳名當世，在音樂路線方面，初期以R&B抒情路線為重，但後來開始突破自我，不斷嘗試及融和新風格，包括放克搖滾、HipHop和EDM。另外，SHINee也以其復雜的舞蹈動作而聞名，曾連續三次獲得Mnet亞洲音樂大獎最佳舞蹈表演獎，分別為《Sherlock (Clue + Note)》、《The Misconceptions of Us》和《View》。SHINee的聲樂也以其現場表演非常穩定以及每位成員都有著獨特的聲音而備受讚賞。

## 歷史

### 2005年－2007年：成立
SM娛樂於2000年後大量招募青少年加入公司受訓，其中SHINee成員們就在這個時候進入公司。2005年，當年15歲的鐘鉉是學校樂隊的Bass手，在參加05' S.M.Casting System時被星探挖掘入社。同年，泰民在05' S.M.週末公開徵選會中以出色的舞技獲選為練習生。Key則是參加了05' S.M.全國巡迴徵選會，在試鏡成功後成為SM娛樂的練習生。2006年，珉豪被SM星探於街頭挖掘後成為旗下練習生。而溫流則透過 06' S.M. Academy casting成為SM旗下練習生，進入公司前溫流已經在S.M. Academy中訓練出優秀的唱功。
SHINee出道組計劃早在2005年已經出現，同期男團計劃還有「Super Junior 05」，當時SM原本打算將厲旭放在SHINee出道組之中，再三考慮後讓其在Super Junior 05出道。「Super Junior 05」是為限定兼實驗性男團，SM原本打算以「Super Junior 06」來履行「Super Junior 05」計劃，甚至已準備好成員名單，其中「Super Junior 06」名單就有SHINee部分成員的名字，他們與圭賢（現Super Junior成員）一同受訓。但於2006年計劃生變，SM宣佈「Super Junior 05」不會解散、加入新成員圭賢，組成固定男團「Super Junior」；而當初和圭賢一起受訓的部份練習生則加入SHINee出道組。
SHINee出道組在經歷多次變動後，成員名單最終於2006年左右確立，先後次序為鐘鉉、泰民、珉豪、key和溫流，五人在那時候開始搬進宿舍同住兼且一起受訓。2006年至2007年，SHINee出道組成員到中國北京進修中文。由於SHINee出道組由成立開始被SM視為「秘密」，因此他們的訓練及出道過程是被保密的。但據KpopStarz所指，SHINee最初其實是SM的一個「實驗品」，公司對他們沒有太大期望。

### 2008年：出道及早期活動
2008年5月19日，SM宣佈將會推出新一個「當代男團」SHINee，開通SHINee官網，同時發佈第一段宣傳影片，目標是成為音樂、時尚和舞蹈各個領域的潮流引領者。

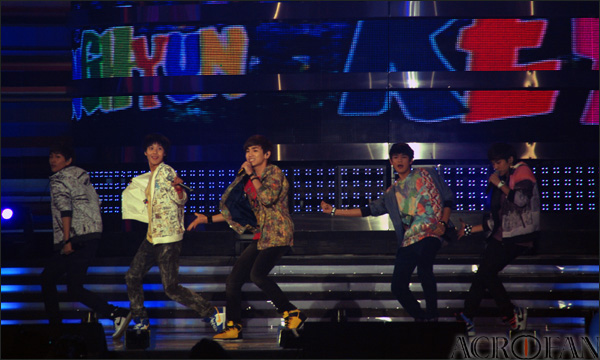
SHINee（2008）

5月25日，在SM的全力打造下，SHINee以第一張迷你專輯《Replay》正式出道，同日到SBS人氣歌謠首次登台演出。這張迷你專輯首日在韓國音樂榜登上第十名，並且飆升到第八名，2008年上半年的總銷量為17,957張。6月22日獲得Cyworld 音源賞的「本月最佳新人賞（五月）」，是SHINee第一個獎項。2008年8月23日，SHINee 獲得2008 Mnet's 20s Choice的「熱門新秀賞」。《Replay》中的歌詞「누난 너무 예뻐」（姐姐你太美了）明顯針對著成年女性粉絲群，亦因為曲風清新，因而受到大眾廣泛關注，引起相當正面的回饋，甚至有人認為這是Idol團體最好的出道單曲；但是亦有人批評部份成員的唱功，其中泰民當時因為沒有獨唱部份而被嘲為音痴。事實上泰民當時正值變聲期，公司為保護他的嗓子而不讓他有獨唱部份。
8月28日，SHINee 推出他們的首張正規專輯《SHINee WORLD》，首日銷量達30,000張並登上專輯銷量榜的第三位，超出公司原本預計的數量。第一支單曲〈氧氣般的你〉改編自丹麥歌手 Martin Hoberg Hedegaard 的〈Show the World〉，混合了 DISCO 和 PUCK 等樂曲。9月18日，〈氧氣般的你〉成爲 Mnet 的《M!Countdown》的季度冠軍曲目，是SHINee第一次在音樂節目中獲得獎項。數天後，SHINee以同一支單曲獲得 SBS 的《人氣歌謠》季度冠軍曲目。同月SHINee出席了第五屆亞洲音樂節並與日本女子團體Berryz工房共同接受了「最佳新人賞」。他們亦參加了於2008年10月30日舉行的2008 Style Icon Award，贏得「Best Style Icon Award」。同日，正規專輯《SHINee WORLD》的Repackage版本《AMIGO》正式發售，收錄三首新歌〈Forever or Never〉、〈Love Should Go on（Remix）〉及第二首主打曲〈AMIGO (愛上妳很辛苦)〉。11月15日，SHINee在第十屆Mnet's KM Music Festival (MKMF)擊敗多個同年新人U-KISS、2PM、2AM 和 MIGHTY MOUTH，成爲本屆的最佳男新人。在第二十三屆金唱片大賞中，他們分別演出了〈Replay〉、〈氧氣般的你〉和〈AMIGO〉並贏得「YEPP最佳新人賞 (唱片部門)」。

### 2009年－2010年：人氣上升
2009年1月初，電視劇《花樣男子》上映，在上映後不久即大爆。SHINee有份演唱該劇插曲《Stand by me》，講述男主角在初戀階段所經歷的情感變化。《Stand by me》獲得很高的評價，歌唱聲音被評為「動感，深情」，是「很美的一首歌」。

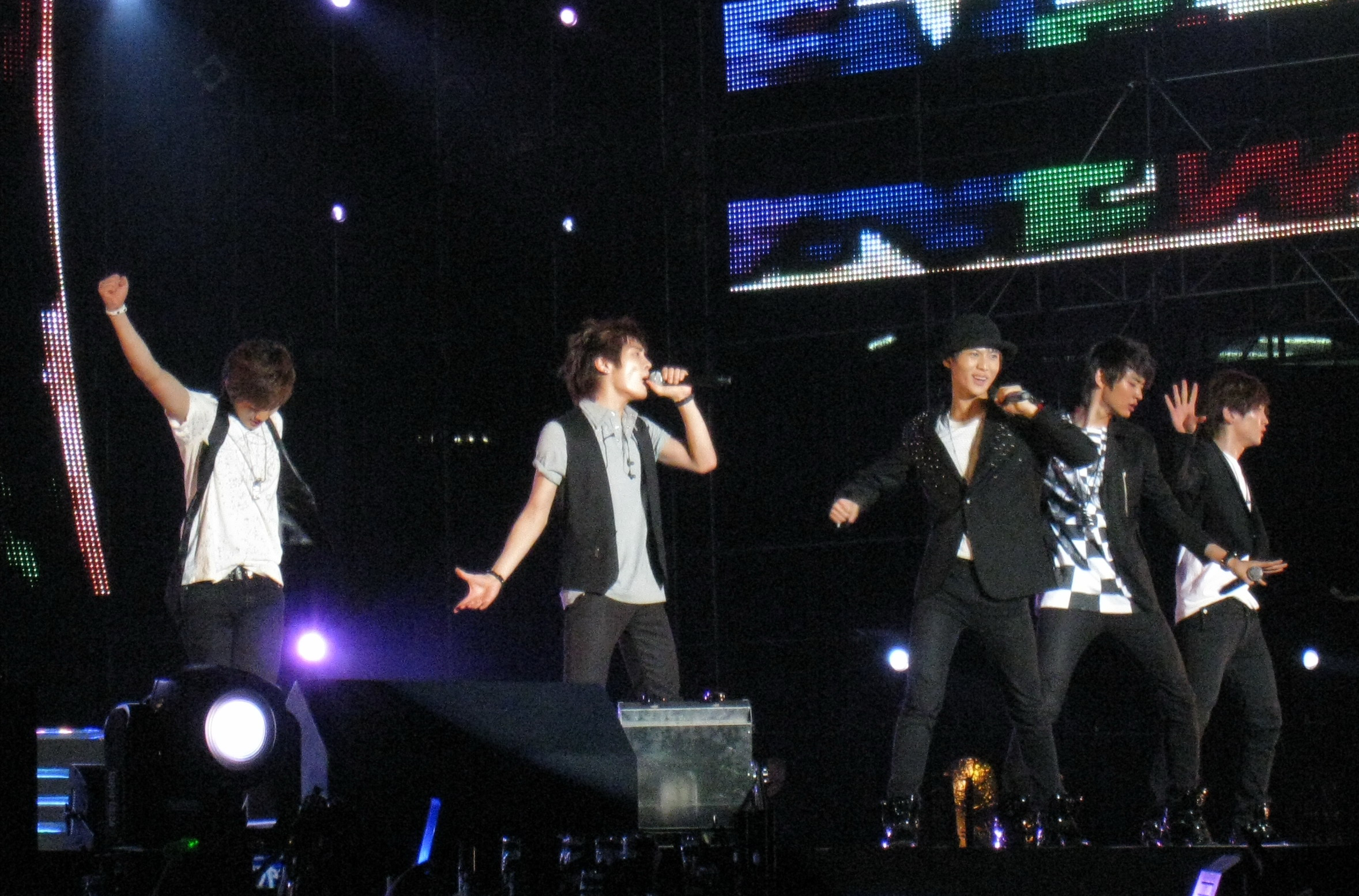
2009年2月，SHINee在泰國曼谷Rajamangala 體育場表演

2月初，SHINee與女子團體Davichi獲得第十八屆首爾歌謠大賞新人賞。SM娛樂不久就公佈SHINee將會於5月21日發佈他們的第二張迷你專輯《ROMEO》。5月18日，《ROMEO》主打歌〈Juliette〉以單曲形式提早發售，改編至Corbin Bleu的〈Deal with it〉，是一首浪漫都市舞曲，由成員鐘鉉和珉豪改寫，而專輯之所以叫《ROMEO》是緣於鐘鉉在觀看了《羅密歐與茱麗葉》後有感而發而寫下的歌詞，這也是SHINee出道後第一次由成員擔任作詞。大眾普遍對《ROMEO》持正面評價，認為SHINee版的《ROMEO》既保留了原版的經典放克流行音樂風，又巧妙地融入了華麗的歌唱。由於成員溫流在5月22日回家途中不慎撞到台階而跌倒受傷，造成牙齒脫臼，公司隨後發通告告知他們的宣傳將會延迟，迷你專輯也推后至5月25日才發售，而主打歌MV則照原定計劃在22日公佈。話雖如此，但《ROMEO》在發售後連續三周榮登 Hanteo 專輯排行榜榜首，取得商業上的成功，證明人氣依然火爆。SHINee最終在2009年6月5日於KBS的Music Bank回歸，同日獲得Music Bank的季度第一。
6月26日在錄製KBSMusic Bank的溫流當天因身體不適、表演時又因舞台上未乾的水漬而滑倒，下台時照明器材的鋼架突然向溫流的方向倒下，幸好Super Junior的始源、圭賢連忙撐住鋼架才避過血光之災。但溫流因為受到太大的驚嚇，所以當場就暈倒了，最終由經紀人背離現場並送入醫院治療，所幸並無大礙。
SHINee相隔五個月后又在2009年10月19日發佈了他們的第三張迷你專輯《2009, YEAR OF US》。主打曲〈Ring Ding Dong〉於10月14日在網上以音源形式公開，在10月16日透過KBS的Music Bank回歸。〈Ring Ding Dong〉發行後隨即登上等多個音樂排行榜第一名，以重複又朗朗上口的歌詞、旋律受到了很多人的稱讚和追捧，很快便席捲亞洲，實現了人氣突破，而有評論家認為這首歌充滿力量、永不過時；但同時也有人批評這首歌的歌詞，認為它沒有靈魂。同時〈Ring Ding Dong〉的歌詞被認為會分散學生的學習注意力，因此多次被考生評為禁曲第一名。在12月初，SHINee贏得第二十四屆金唱片大賞的人氣賞。2010年2月，SHINee亦獲得第19屆首爾歌謠大賞本賞。
SHINee在經過八個多月的準備後，SM娛樂於2010年7月8日至7月12日期間公開了單人的專輯預告寫真，MV預告於7月14日透過官方的Youtube頻道發佈，表示SHINee即將推出新作品。7月19日，第二張專輯《LUCIFER》問世，同日發佈MV，而編舞錄像則在8月3日於YOUTUBE公佈。這次專輯的風格和出道歌《Replay》截然不同，《Replay》是R&B、而《LUCIFER》走的是80年代電子舞曲，而從風格上來說新作亦更為成熟、陽剛。這次專輯中，有更多成員參加歌曲的幕後製作；而這次專輯所收錄的歌曲「比以往更加精心挑選」。專輯發行後隨即登上數個韓國專輯銷量榜和音源榜一位，並連續57週登上公示牌世界世界單曲暢銷榜，更是韓國2010年第六大暢銷專輯，銷量超過12萬張。他們原定於7月16日在KBS的音樂銀行回歸宣傳新專輯，然而由於珉豪在錄制KBS《Dream Team 2》時小腿意外受傷，導致團體挺遲打歌，最終在7月23日通過KBSMusic Bank回歸。SHINee同年憑着《LUCIFER》榮獲金唱片獎唱片本賞、首爾歌謠大賞唱片本賞和人氣賞。
第二張正規專輯Repackage版本〈HELLO〉作爲第二主打曲在10月1日發售。〈HELLO〉改編自J.Cates的《Holla》。〈HELLO〉的MV在10月4日公開，後續專輯收錄了共三首新曲。在他們宣傳第二張正規專輯的期間，SHINee與同公司的前輩們在8月21日參加了SM Town Live'10 世界巡迴，及后亦在上海和洛杉磯公演。
10月12日，SHINee在出席印尼舉辦的「韓國-印尼友誼分享演唱會」時成員鐘鉉下台的時候因人群擁擠而滑到導致左腳腳踝韌帶拉傷，同時KEY的左邊胸肌亦受傷，鐘鉉回韓國後接受了包紮。公司負責人當時稱傷勢不大，預料可以在兩天休息後復出。而在11月15日，SM Entertainment發出通告，指鐘鉉因10月在印尼的意外而一直受到持續性的韌帶痛楚，所以公司方面决定讓鐘鉉减少在演出時的跳舞部分。12月26日，SHINee在日本東京國立代代木競技場舉辦了他們的第一個演唱會「SHINee WORLD」 ，鐘鉉因為左腳腳踝受傷而没能完全参與正常演出，跳舞由練習生代替（為後來EXO成員LAY）。SHINee也在演唱會中公開了《Lucifer》專輯中的單曲〈Quasmido (箭)〉的MV。
當年，SHINee以共九張唱片打入Hanteo的年度歌手賞第三位，僅次于同公司的Super Junior和少女時代，也是平均年龄最小的團體。

### 2011年：進軍日本
2011年1月2日，SHINee舉行了一個記者招待會，表示將會和EMI簽約發行第一支日文單曲，正式進軍日本市場。而同時之間，SHINee一連兩天以首爾奧林匹克體操競技場為起點開始了第一個亚洲巡回演唱会「SHINee WORLD」。兩場演唱會吸引到2萬名歌迷進場，票房收入達17億6000萬韓幣，两日亦吸引不少艺人和经理人以观众身份到场支持。1月25日至2月，SHINee參加SM Town Live '10 世界巡迴演唱會，先後在巴黎天頂體育館（Zénith Paris）、東京巨蛋以及紐約麥迪遜廣場花園舉行演唱會，同樣有大量粉絲到場支持。

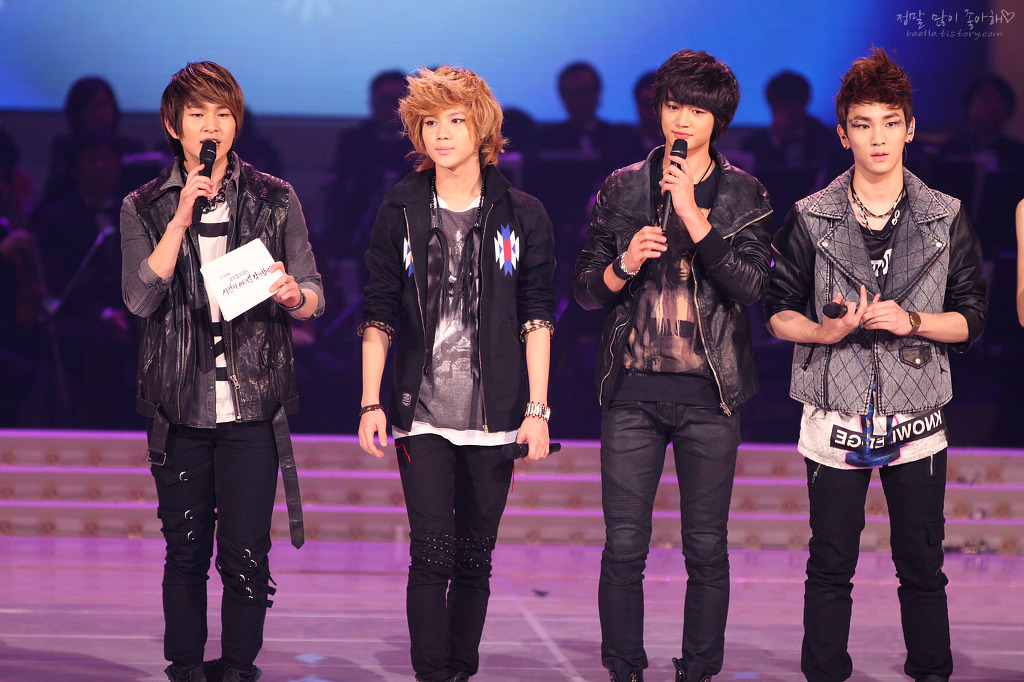
SHINee於2011年出席第20届首尔歌谣大赏，獲得唱片本賞和人氣賞。成員鍾鉉因脚踝受傷而未能出席。

1月17日，成员鐘铉经历了两个月的脚踝韌帶痛楚后，被安排到江南的一所医院进行精密的检查，并接受了左脚脚踝的手术，手术最終安全结束。因为手术关系，鐘铉并没有出席20日的第20届首尔歌谣大赏。鐘铉于手术后休息了约1个月，曾在2月19日的一个节目访问露面，但直到4月中前仍避免出席人群挤拥的活动。
4月27日，日本EMI音乐公司发出通告指SHINee将以2008年出道歌曲《Replay》的日语版本《Replay -你是我的everything-》（Replay -君は僕のeverything-）进军日本歌坛。6月22日，日语出道单曲《Replay -你是我的everything-》正式發售，在Oricon公信榜週間獲得第二名，創當時发行首周史上韓國男團日本出道銷售紀錄，初動銷量為9.1萬，並憑此單曲入選日本金唱片獎。另外，《Replay -你是我的everything-》亦在28日透过日本各大手机铃声网站先行公开。同碟的《HELLO》日语版铃声和彩铃在5月14日接受下载。
6月19日，在英國艾比路錄音室中舉行出道舞台，成为第一个在此场地举行公演的亚洲明星。此外，SHINee亦将会在6月份演出之后，从7月开始进行日本五大城市，包括东京、大阪、名古屋等地巡回公演。6月25日，獲MTV KOREA邀請在千叶幕张博览会上举行的MTV VIDEO MUSIC AID JAPAN（VMAJ）表演，同场的包括少女時代、Lady Gaga、AKB48和EXILE等。8月28日和10月12日，分別發佈《Lucifer》和〈Juliette〉的日語MV。
2011年11月，SHINee獲邀擔任在Odeon Luxe West End舉行的第六屆倫敦韓國電影節開幕嘉賓，並在該地舉辦了一場長達一小時的盛大音樂會。這是第一次有韓國藝人在倫敦舉辦音樂會。
第一張日語專輯《The First》於12月7日發售，除了將之前七首韓語歌曲重新以日語包裝發行外，還收錄了五首新歌。此專輯獲得金唱片的出貨量認證，而其中收錄的歌曲《Lucifer》和〈Juliette〉更分別登上Oricon單曲排行榜前三名，是Oricon單曲排行榜公佈44年來首次有外國藝人連續3次進入前3名。12月24日，SHINee在東京國際論壇A廳舉辦了慶祝日語專輯《The First》成功發行的演唱會。12月28日，成員溫流、Key和泰民推出新書《太陽之子：SHINee巴塞隆納寫真遊記》，內容主要寫他們在巴塞隆納旅遊時的經歷。

### 2012年：回歸
經歷一年零六個月在韓國的團體空白期後，於2012年3月21日SHINee以第四張迷你專輯《Sherlock》正式回歸韓國樂壇，發行後隨即登上各大音樂榜第一名，是為韓國三月份最高銷量專輯、韓國年度第五大暢銷專輯，年度銷量超過180,000。主打歌曲《Sherlock》是由另外兩首歌《Clue》和《Note》混音而成的，雖然有少部份人認為這首歌相比起之前發行的歌曲來說要普通得多，但普遍大眾持正面評價，讚賞《Sherlock》將兩首歌混音成一首歌曲是「實驗性嘗試」，並認為成員的和音十分出色。告示牌在「2010年代最偉大的100首K-Pop歌曲」將《Sherlock》排在第六位。
3月26日，SHINee成員入股SM娛樂，每人有340股（折合約13,600美元）。

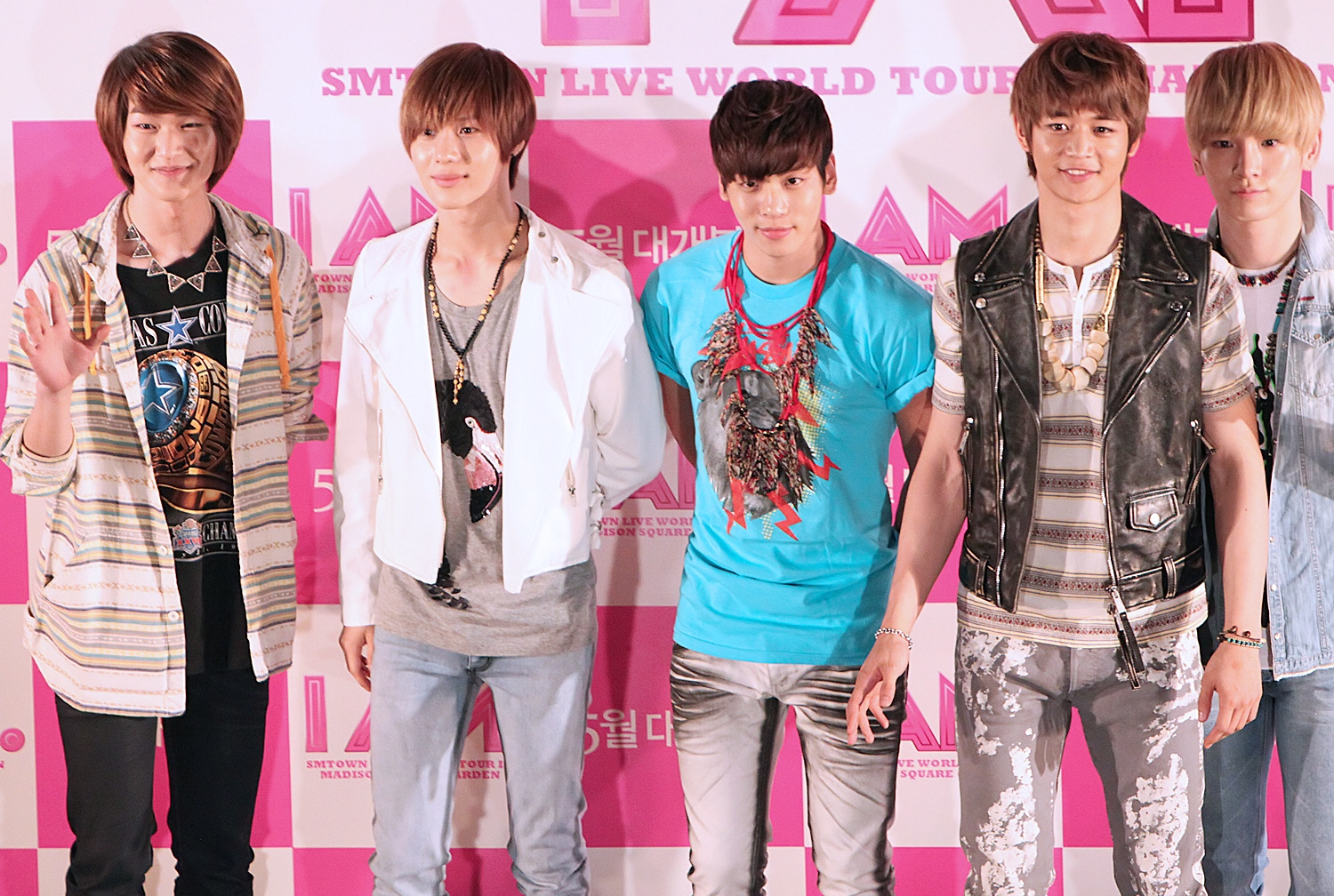
2012年4月，SHINee出席I AM showcase

4月25日，SHINee在福岡開始他們第一個日本全國巡迴演唱會「The 1st Japan Arena Tour "SHINee WORLD 2012」, 在7個城市舉辦了20場的演唱會。是次演唱會打破了韓國藝人首次日本巡演人數記錄，一共有二十萬人參與。是次演唱會收入為250億韓元（約2200萬美金）。5月16日發行第四張日語單曲《Sherlock》，是為韓語第四張迷你專輯《Sherlock》的日語版本。
7月21日和22日，SHINee以首爾奧林匹克體操競技場為起點，開始他們的第二個亚洲巡回演唱会「SHINee WORLD Ⅱ」。同時成員珉豪出演SBS水木迷你連續劇《致美麗的你》男主角姜泰俊，該劇改編自日本漫畫《花樣少年少女》，8月15日於SBS電視台首播。
10月10日，SHINee發行第五張日語單曲《Dazzling Girl》，裏面收錄兩首日文原創歌曲《Dazzling Girl》和《Run With Me》，亦是SHINee首張原創日本A面單曲。《Dazzling Girl》初動銷量為9.7萬，打破自身紀錄，並獲日本唱片協會認證金唱片。11月01、02、08、12和13日，SHINee分別在日本福岡、大阪、東京、名古屋和札幌五個地方舉行了《『「Dazzling Girl」 SPECIAL SHOWCASE』》。
11月19日，SHINee獲頒韓國大眾文化藝術獎文化體育觀光部長官表彰。同時亦憑《Sherlock》獲Mnet亞洲音樂大獎最佳舞蹈表演獎。
12月12日，SHINee發行第六張日語單曲《1000年、陪伴在你身边…》（1000年、ずっとそばにいて…），裏面收錄兩首日文原創歌曲《1000年、陪伴在你身边…》和《你在的世界》（君がいる世界）。另外，SHINee也於當天發行日本首次巡迴演唱會DVD《SHINee THE 1st JAPAN ARENA TOUR “SHINee WORLD 2012”》。

### 2013年：人氣巔峰
1月5日，SHINee在第27屆金唱片頒獎典禮獲得人氣賞，是繼2009年及2010年後第三次獲得同個獎項。
2月初開始SM就一直在宣傳SHINee新作品，2月14日更與音樂網站MelOn合作，舉辦『SHINee音樂試聽會』活動，邀請歌迷、音樂評論家、時尚編輯、作曲家和音樂人等去試聽正規三輯的歌曲。2月19日，SHINee透過iTunes和各大線上音源網站公開主打歌曲《Dream Girl》與正規三輯其他歌曲的音源，2月20日第三張正規專輯《Dream Girl - The Misconceptions Of You》正式開始發售，並於首爾奧林匹克公園的手球體操競技場舉行全世界直播的Showcase，這是SHINee相隔十一個月後再度推出韓語專輯。此次專輯分為Chapter1、2，Chaper 1為《Dream Girl - The Misconceptions Of You》，而Chapter 2則於4月29日發行，名為《Why So Serious? - The Misconceptions Of Me》。3月20日，SHINee憑《Dream Girl - The Misconceptions Of You》在Show Champion拿下第十座獎盃，是Show Champion開播以來第一次有藝人蟬連四次冠軍寶座。而《Dream Girl - The Misconceptions Of You》和《Why So Serious? - The Misconceptions Of Me》年度銷量均超過十萬，其中《Dream Girl - The Misconceptions Of You》在Gaon 專輯排行榜上排名第一、年度銷量超過十八萬張，為韓國年度銷量榜第九位。
3月13日，SHINee發行第七張日語單曲《Fire》，並和日本音樂家BACHLOGIC、石渡淳治合作，裏面收錄兩首日文原創歌曲《Fire》和《Moon River Waltz》。4月1日，成員鐘鉉在獨自駕車返回宿舍途中，行經東湖大橋時擦撞計程車後撞到護欄，因而鼻骨骨折。所屬公司SM娛樂表示：「為了安全，SM相關人士會進行嚴密的檢查，並依他的身體狀況來調整行程。」4月2日和3日，SHINee分別在日本的東京和大阪舉行《『「Fire」SPECIAL SHOWCASE』》。4月29日，SHINee發行第三張正規專輯Chapter 2《Why So Serious? - The Misconceptions Of Me》。鐘鉉則因傷而缺席以上活動。
同時，成員亦開始嘗試發展其他事業。4月17日，SM宣佈泰民將參演節目《我們結婚了》。5月29日，宣佈溫流將出演JTBC情景喜劇《시트콩 로얄빌라（Royal Villa）》。同年珉豪確定出演MBC水木連續劇Medical Top Team，飾演頂尖醫學團隊中的忙內、胸部外科實習醫生金誠宇一角。5月25日，SHINee發行旅遊日記《SHINee Surprise Vacation》，記載了SHINee2月初在節目「Shinee's Wonderful Day」里走訪英國、泰國、瑞士、日本的故事，而這也是SHINee繼《太陽之子：SHINee巴塞隆納寫真遊記》後，再次推出旅遊書。

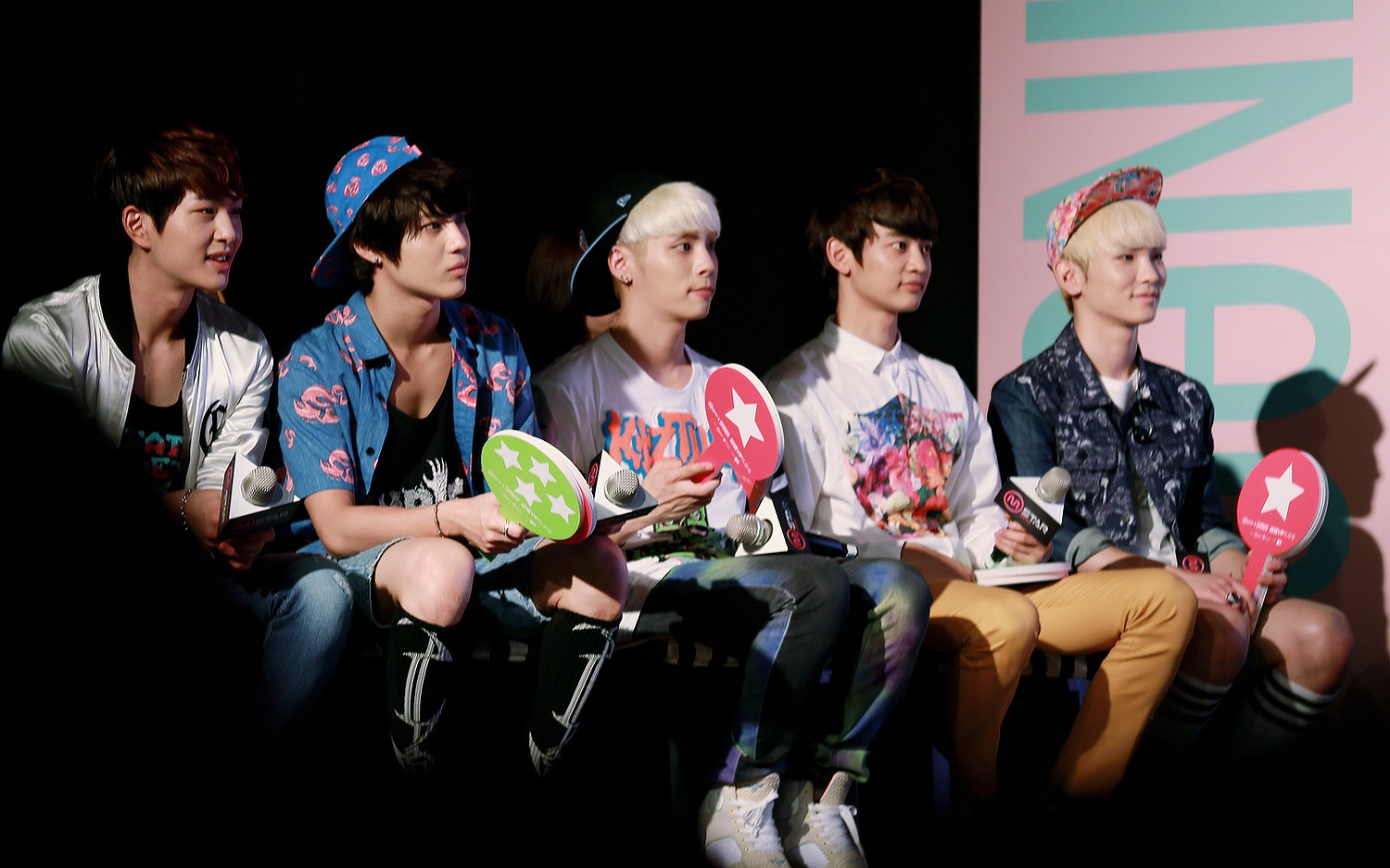
SHINee在台灣為線上音樂舞蹈遊戲《Mstar》宣傳

6月26日，SHINee發行第二張日語正規專輯「Boys Meet U」。6月28日開始至12月11日，SHINee舉辦了第二個日本全國巡迴演唱會「The 2nd Japan Arena Tour "SHINee WORLD 2013"」，整個演唱會有超過二十二萬觀眾到場支持。7月，SHINee成為線上音樂舞蹈遊戲《Mstar》代言人，因此前往台灣進行宣傳。8月21日發行同名單曲「Boys Meet U」，另外單曲亦收錄了《Dream Girl》的日語版本，而此單曲在Oricon週間榜單獲得第二的成績。
8月8日，SHINee馬不停蹄地發行第三張正規專輯《The Misconceptions Of Us》，这張專輯中收錄了Chapter 1《Dream Girl - The Misconceptions Of You》和Chapter 2《Why So Serious? - The Misconceptions Of Me》中收錄的所有歌曲，另外還收錄2首新歌《너와 나의 거리(Selene 6.23)》和《버리고 가(Better Off)》，而這2首新歌都是由鐘鉉親自作詞。截至2016年，Misconceptions系列的三張專輯在韓國總共售出約三十六萬張。

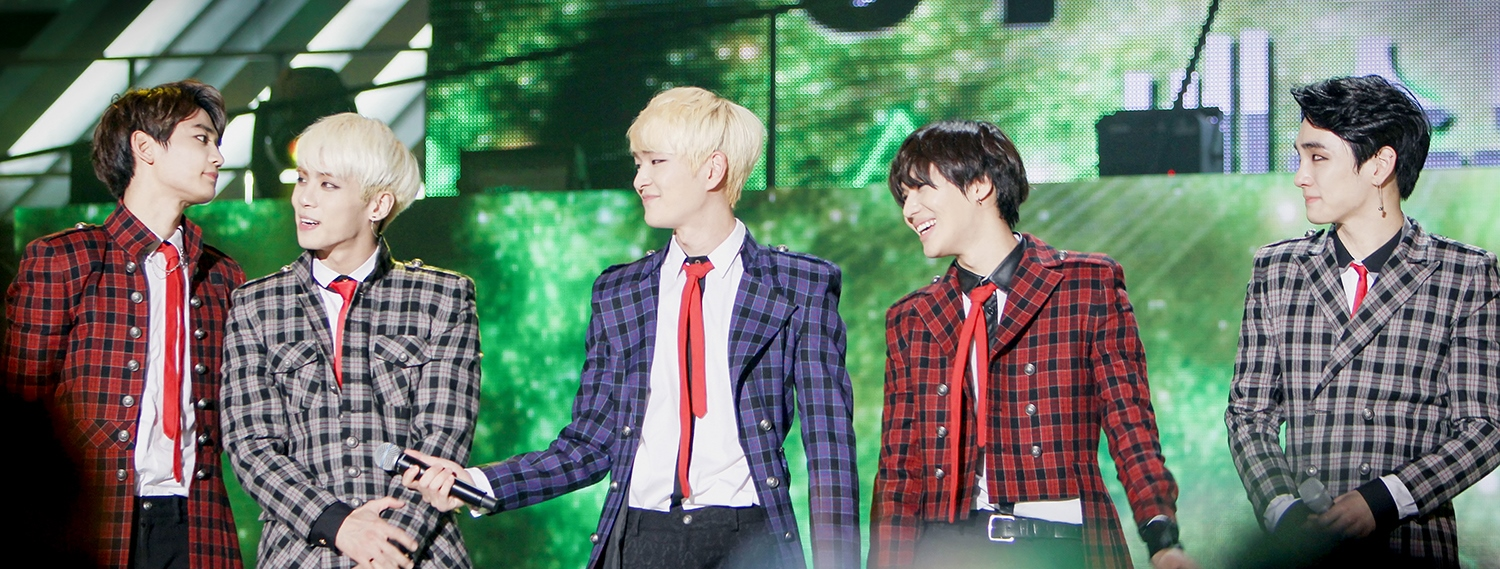
SHINee於2013年甜瓜音樂獎頒獎典禮。他們獲得了「甜瓜音樂獎年度藝人」。

SM就從9月開始就在宣傳SHINee的新音樂作品，10月4日先行公開收錄曲《Symptoms》，此曲由美國知名製作團隊The Underdogs操刀製作、成員鐘鉉作詞。10月6日於江南韓流音樂節率先公開主打歌《Everybody》。而迷你專輯《Everybody》最終在10月14日發行，SHINee在新曲《Everybody》中展現了與之前的第三張專輯《Dream Girl》、《Why So Serious?》不同的音樂風格，《Everybody》是一首融合了龐克風格的Complextro式歌曲。《Everybody》在開始發行後隨即主要榜單第一名，並登上Gaon 專輯排行榜第一名。而《Everybody》在海外亦獲得成功，其中在台灣唱片銷量排行榜FIVE MUSIC韓日榜每周榜單中位居第一、Billboard 世界專輯排行榜第二，更空降亞洲六個地區的iTunes專輯榜冠軍。10月29日，溫流因頸部受傷而未能跳舞，因此有一段時間只能站著唱歌。11月15日，SHINee獲頒「甜瓜音樂獎年度藝人」以及「TOP 10歌手」，是他們出道6年來第一次得到大賞。另外SHINee亦獲得三個人氣賞及本賞。

### 2014年：巡演
2014年成員均忙於個人活動以及演唱會。先有溫流為電視劇《韓國小姐》演唱OST《Moonlight》、後有泰民為電視劇《總理與我》演唱《Steps》。溫流同時也出演了《叢林的法則》婆羅洲篇，原本他也要參加巴西篇的拍攝，後來因為行程衝突而退出。1月14日，由Key與INFINITE優鉉組成的子團Toheart於SM官方Youtube頻道首次亮相，並在3月10日發行首張專輯《Toheart》；同時Key亦出演綜藝節目和音樂劇，包括《我們結婚了世界版》、《Bonnie & Clyde》、《三劍客》以及《Zorro》。鐘鉉則於2月接替鄭燁成為電台節目《藍色之夜》的主持人；同時他再次成為S.M.THE BALLAD的成員，團體專輯於2月13日發行，主打歌曲為鐘鉉和少女時代太妍合唱的歌曲〈Breath〉。泰民於5月在日本出演音樂劇《宮》，是繼溫流和KEY後第三位參演音樂劇的SHINee成員。同時珉豪成為在巴西拍攝的《我們小區藝體能》足球篇固定成員。8月18日，泰民發行首張個人Solo專輯《ACE》，為SM第一位現役團體成員發行solo專輯的人，而同隊的鐘鉉亦有參加此專輯的製作。

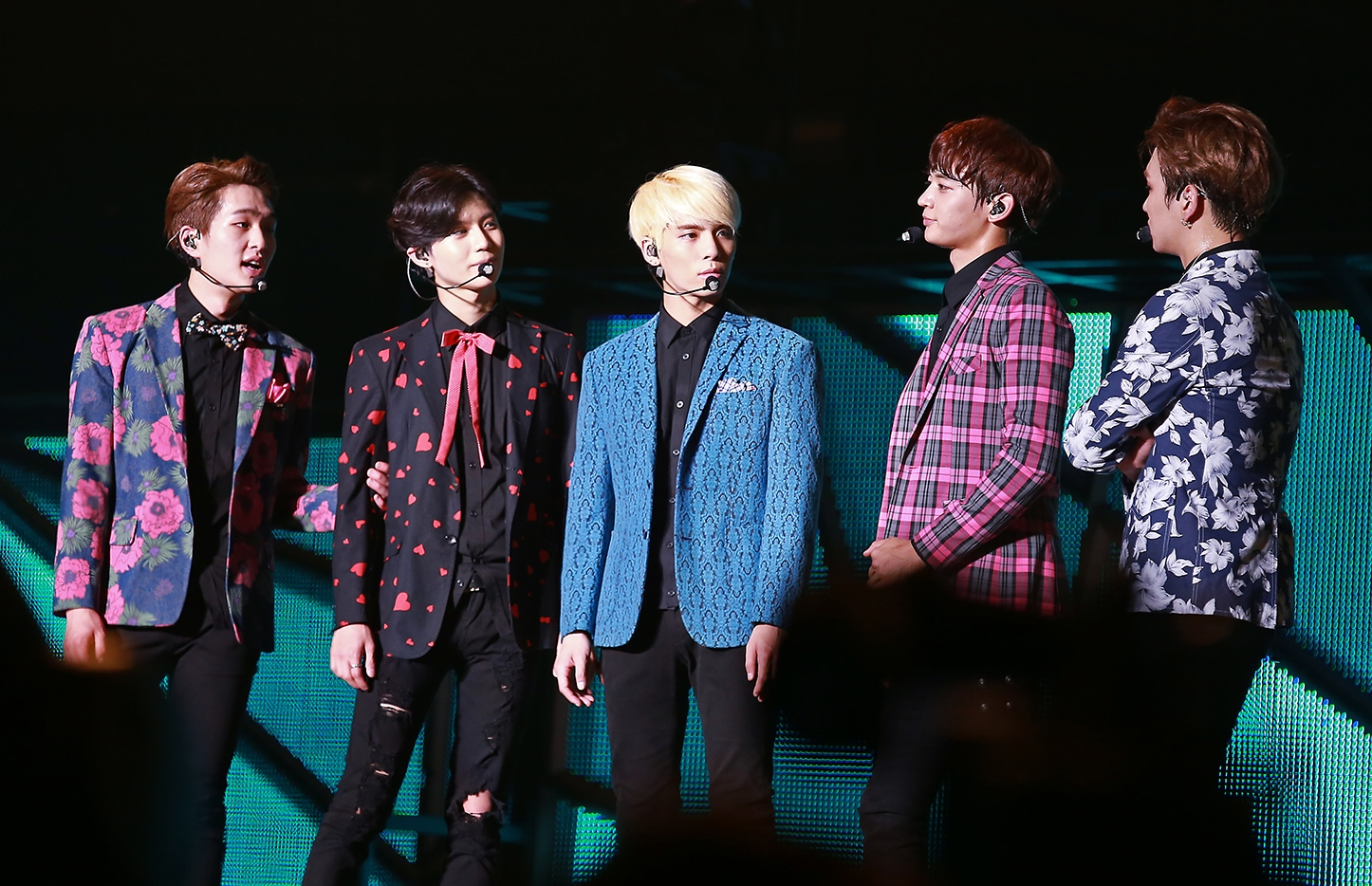
SHINee在第三次巡迴演唱會「SHINee WORLD Ⅲ」台灣場

2月14日，SHINee成為首爾江南區宣傳大使，以進一步吸引外國遊客到訪。SHINee在3月8日至9日於首爾奧林匹克體操競技場揭開第三次巡迴演唱會「SHINee WORLD Ⅲ」序幕，及後將到達北美洲墨西哥城、南美洲聖地牙哥、布宜諾斯艾利斯進行巡演演出，是SHINee首次沖出亞洲舉行個人演唱會。4月3日發行第二張巡回演唱會專輯《The 2nd Concert Album "SHINee WORLD Ⅱ" in Seoul》。而溫流6月3日在醫院接受聲帶息肉切除與聲帶黏膜復原手術，因處於恢復中的溫流要繼續接受治療並休息靜養，因此缺席「SHINee WORLD Ⅲ」印尼雅加達場次的表演。12月11日發行第三張巡回演唱會專輯《The 3rd Concert Album "SHINee World Ⅲ" in Seoul'》。
4月2日，SHINee發行日本第二次巡迴演唱會DVD《SHINee THE 2nd JAPAN ARENA TOUR “SHINee WORLD 2013 ～Boys Meet U～”》。6月25日，SHINee發行第十張日語單曲《LUCKY STAR》，收錄《Lucky Star》和《Bounce》兩首歌曲。9月24日，SHINee發行第三張日語正規專輯《I'm Your Boy》，是為感謝歌迷的作品。9月28日至12月14日，SHINee舉辦第三次日本全國巡迴演唱會「The 3rd Japan Arena Tour "SHINee WORLD 2014"」，共計三十場；並在11月1日廣島站上宣佈將於2015年3月14日至15日在東京巨蛋舉辦兩場Special Edition演唱會，是為壓軸演出。SHINee因其影響力而獲頒首爾歌謠大賞韓流特別獎，並登上韓國福布斯十大名人榜第八位。

### 2015年－2016年：平穩發展
2015年是成員十分忙碌的時期，既要專注於個人活動，同時亦要顧及團體活動。2015年1月2日，SM宣佈鐘鉉為2015年度「Solo Project」第一人，並於1月12日發行首張迷你專輯《BASE》。而溫流於2015年則明顯專注於影視發展，先在3月9日宣佈出演網路劇《戀愛最容易》，在劇中扮演護山神老虎；後在5月27日確認出演KBS2月火劇《太陽的後裔》，與宋仲基、宋慧喬合作。同時之間，珉豪於4月15日通過電影《季春奶奶》的試鏡，時隔一年半再次挑戰演技，將在電影中飾演女主角金高恩的男朋友「翰」，正式進軍大螢幕。9月17日，鐘鉉發行個人首張原創小品輯《Story Op.1》，收錄鐘鉉在《藍色之夜》的「藍色之夜作詞，那個男人作曲」企劃中受到好評的自創歌曲，此為鐘鉉首次包辦全碟詞曲的作品；同月鐘鉉又發表小說《山荷葉》。10月8日，由珉豪主演的電視劇《因為是第一次》於Onstyle電視台首播。
2015年2月17日，SHINee獲邀出席中國遼視春晚。2月27日，SHINee被韓國人事革新處任命為宣傳大使，以推廣韓國流行音樂、舞蹈和時尚，並在世界各地表演以鼓勵各國之間的文化交流。3月14日和15日，SHINee首次登上東京巨蛋舉辦演唱會，是為第三次日本全國巡迴演唱會「The 3rd Japan Arena Tour "SHINee WORLD 2014"」的壓軸場，兩場共動員超過10萬人。4月，SHINee前往巴西聖保羅出席韓國 - 巴西交流音樂會，旨在鼓勵兩國之間的文化交流，當時正在南美洲進行外交訪問的總統朴槿惠曾親自前來觀看SHINee的演出。

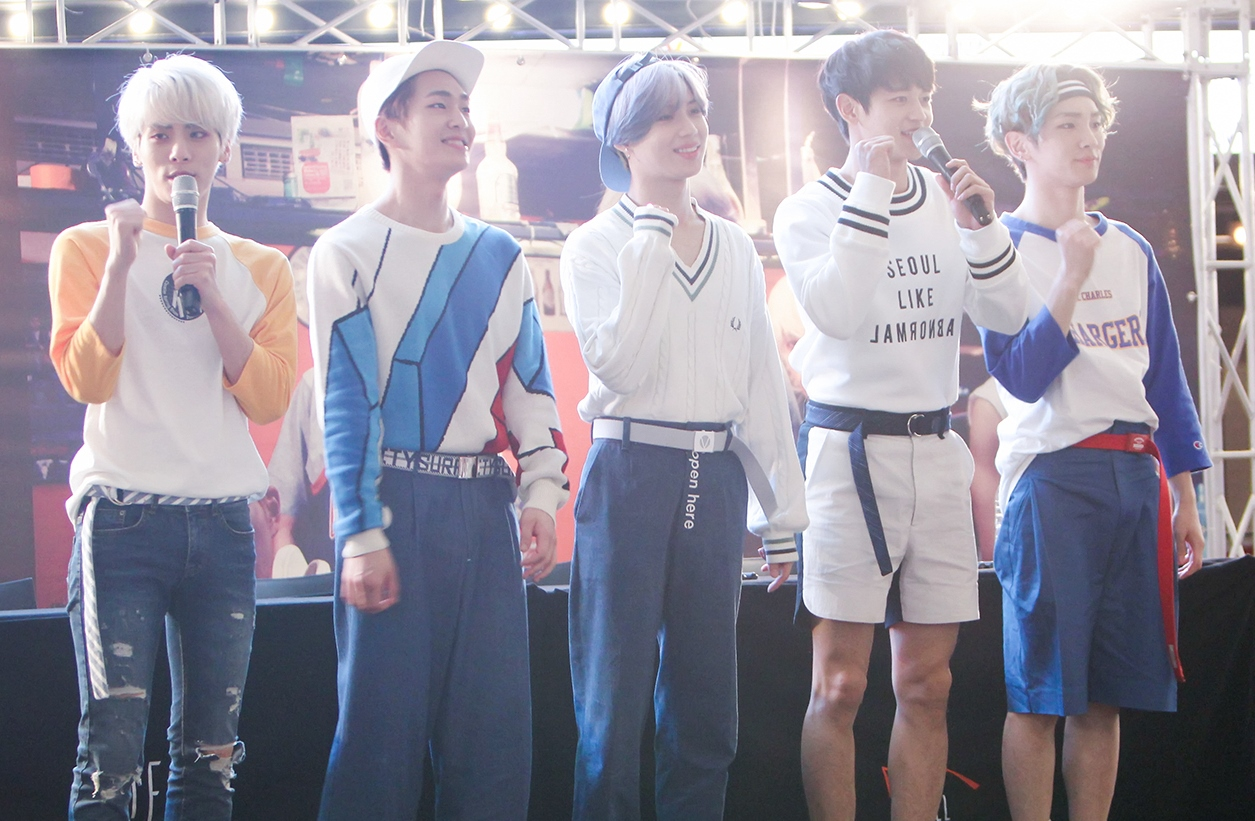
2015年5月，SHINee在為正規四輯《Odd》宣傳

SHINee的第四次巡迴演唱會「SHINee WORLD Ⅳ」於5月15（加場）、16、17日的三場首爾場揭開序幕，並在該演唱會中公開新作品的首舞台。正規四輯《Odd》於5月18日正式發售，是SHINee時隔一年七個月後再度於韓國本土進行音樂活動，第二天公佈主打歌《view》的MV。《view》由LDN Noise作曲、成員鐘鉉作詞，為韓國樂壇少有的Deep House曲風。《Odd》在開售後立即登上Gaon專輯日榜及周榜第一名、Billboard世界專輯排行榜第一名，一個月賣出超過165,000張。《view》因其出色的編舞及歌唱而贏得了九項音樂節目獎項，並是為5月全世界觀看次數最多的K-POP MV，證明人氣未卻。隨著專輯的成功，SHINee被任命為新羅免稅店的公關大使。8月3日零時發行《Odd》重新包裝版《Married to the Music》的音源和MV，以同名歌曲《Married To The Music》進行打歌活動，並登上Gaon專輯月榜第一位。
SHINee分別於2015年10月25日及12月13日發行第11和第12張日語單曲「Sing Your Song」和「D×D×D」。2016年1月1日，SHINee發行第四張日語專輯《D×D×D》，收錄了之前發行的單曲「D×D×D」、「Your Number」和《View》日語版本。為宣傳此專輯，他們展開第四次日本全國巡迴演唱會「SHINee World 2016」，從2016年1月30日福岡Marine Messe開始，到5月19日在東京巨蛋結束，並預計將會動員多達三十五萬人，這使SHINee日本巡演觀眾總入場次數達到112萬。《D×D×D》發行後在Oricon周榜上取得第一。

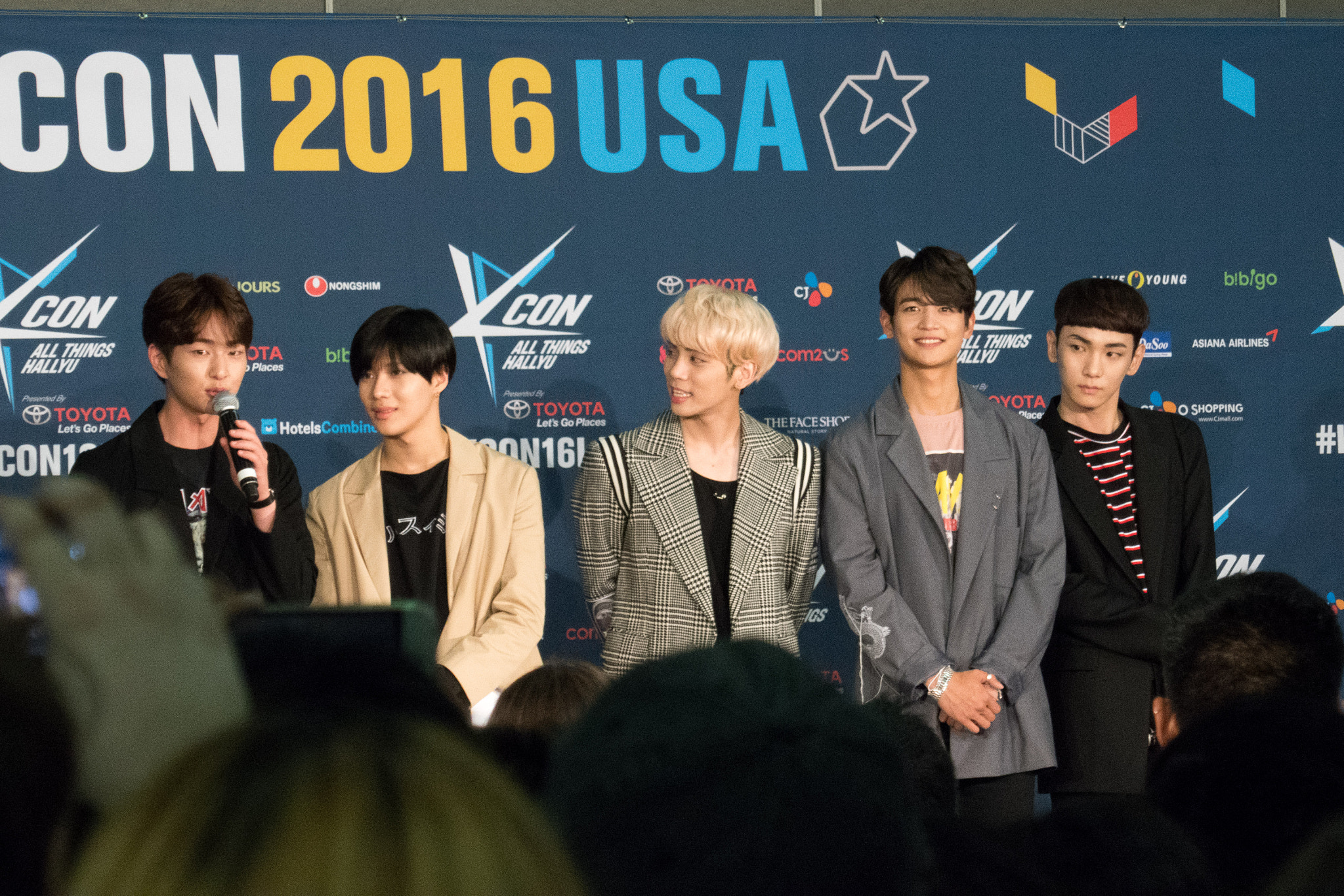
2016年5月於美國洛杉磯

2016年2月，SHINee再次登上韓國福布斯名人榜。3月，SHINee在上海舉行的第23屆東方風雲榜音樂頒獎盛典上獲得亞洲傑出組合獎，是唯一受邀出席並在該頒獎典禮上表演的韓國藝人。2016年初成員進行了少量的個人活動，例如泰民於2月23日發行個人首張正規專輯《Press It》。5月24日，鐘鉉發行個人首張正規專輯《She Is》。7月27日，泰民發行個人首張日本迷你專輯《再見一個人》，正式在日本solo出道。
2016年9月2日至4日，SHINee在首爾奧林匹克體操競技場展開第五次巡迴演唱會「SHINee WORLD V」，並在該演唱會上公佈了新專輯的部份歌曲。9月27日早上九點，SHINee宣佈將會回歸並發行正規五輯《1 of 1》，溫流因腳踝受傷而缺席宣傳活動。10月5日《1 of 1》正式開售，專輯受到90年代的新傑克搖擺風格的啟發，並嘗試在復古與摩登之間取得平衡。專輯年度總銷量為十七萬。11月10日，SM娛樂決定為SHINee推出第五張正規專輯改版《1 and 1》，並以抒情曲《Tell Me What To Do》作主打。11月14日發表MV預告，11月15日正式發行。《1 and 1》除了正規五輯《1 of 1》的九首歌曲外，還追加收錄五首抒情歌。12月21日，SHINee發行第14張日語單曲《Winter Wonderland》，開售後隨即登上Oricon 排行榜第二名，並在一周內售出超過80,000份。SHINee於2016年在日本一共舉行了28場音樂會，總共有五十萬觀眾入場，人數是第六多。

### 2017年：陷入低迷
2017年2月22日，SHINee發行第五張日語專輯《FIVE》。為宣傳《FIVE》，他們於1月28日開始至4月30日在東京展開第五次日本巡迴演唱會「SHINee World 2017」，在10個城市舉辦25場演唱會。SHINee於9月在東京巨蛋以及京瓷巨蛋增加了四場額外的演出，同時SHINee亦是連續第三年在東京巨蛋開演唱會。成員溫流則因性騷擾指控而暫時不參與團體活動，因此未有於東京巨蛋以及京瓷巨蛋場次現身。SHINee後來憑《FIVE》獲日本金唱片大獎「最佳亞洲專輯」。
溫流醜聞
2017年8月，溫流被指控性騷擾，受害人稱在8月12日在江南區一家夜總會裡跳舞時溫流撫摸了她大腿。所屬公司SM娛樂在當天立即表示溫流是在喝醉酒後不慎碰觸到該名女子的身體而引發誤會，並向社會大眾謝罪。後來受害人承認此事有可能是在酒精的影響下而發生誤會，於是撤回指控，但案件依然「強制猥褻」的罪名在警方建議下以「不拘留起訴」移送至檢方調查。溫流亦因為此事而暫停一切演藝活動，直至12月在官方網站上傳親筆道歉信，表示己作出深切反省，未來會更嚴格地管理自己。但歌迷並不買賬，認為溫流在出事四個月後才公開道歉是「亡羊補牢」的行為，紛紛要求溫流退出SHINee。直至2018年4月，SM宣佈檢方撤銷對溫流的指控，事件才宣告平息。
鐘鉉逝世
2017年12月18日，成員鐘鉉在首爾清潭洞剛租下的套房內燒炭自殺身亡，終年27歲，經紀公司SM娛樂稍晚證實了此項消息。SM及其他韓國經紀公司宣佈暫停或延遲旗下所有藝人的活動。鐘鉉去世後，他的好友、樂隊Dear Cloud成員Nine在IG上公開了鐘鉉給她的遺書，鐘鉉於遺書中提到了「吞噬」、「名望」等字眼，稱「自己從內心開始出現問題」、「成名的生活不適合我」；Nine在收到紙條時十分震驚，曾試圖幫助鐘鉉，但無補於事。鐘鉉之死引起外界對於韓國娛樂業殘酷競爭以及韓國藝人心理健康的關注，而歌迷則在社群網站上發起帶有「#YouDidWellJonghyun」的話題進行發文，藉此來哀悼鐘鉉，當時該話題成為Twitter的熱門標籤。12月19日於首爾峨山醫院殯儀館設靈，大量歌迷及生前好友都到場悼念。12月21日鐘鉉被轉移至其他地方舉行私人葬禮，SHINee其餘四位成員均有出席並負責主持鐘鉉的葬禮。在得悉鐘鉉去世後，SHINee餘下成員身心大受打擊，四人更因此患上創傷後遺症。
2018年1月23日，SM娛樂官方發表鐘鉉個人專輯遺作《Poet Artist》。

### 2018年：捲土重來
2018年1月9日，SM娛樂在SHINee官方網站發表成員親筆信，宣布組合以後會以四人體制活動，並表示經成員討論後，原訂二月舉行的日本演唱會《SHINee WORLD THE BEST 2018～FROM NOW ON～》會如期舉行。3月26日，SHINee發行日語單曲《From Now On》，4月28日發行第一張日語精選輯《SHINee THE BEST FROM NOW ON》。《SHINee THE BEST FROM NOW ON》在推出當天即時以售出62,630張獲得Oricon專輯日榜冠軍，專輯週榜中則以售出89,489張取得冠軍，成為首組同時間獲得Oricon專輯榜和數位下載榜冠軍的韓國男子團體，另外作品也在十六個國家與地區獲得iTunes綜合專輯榜冠軍。

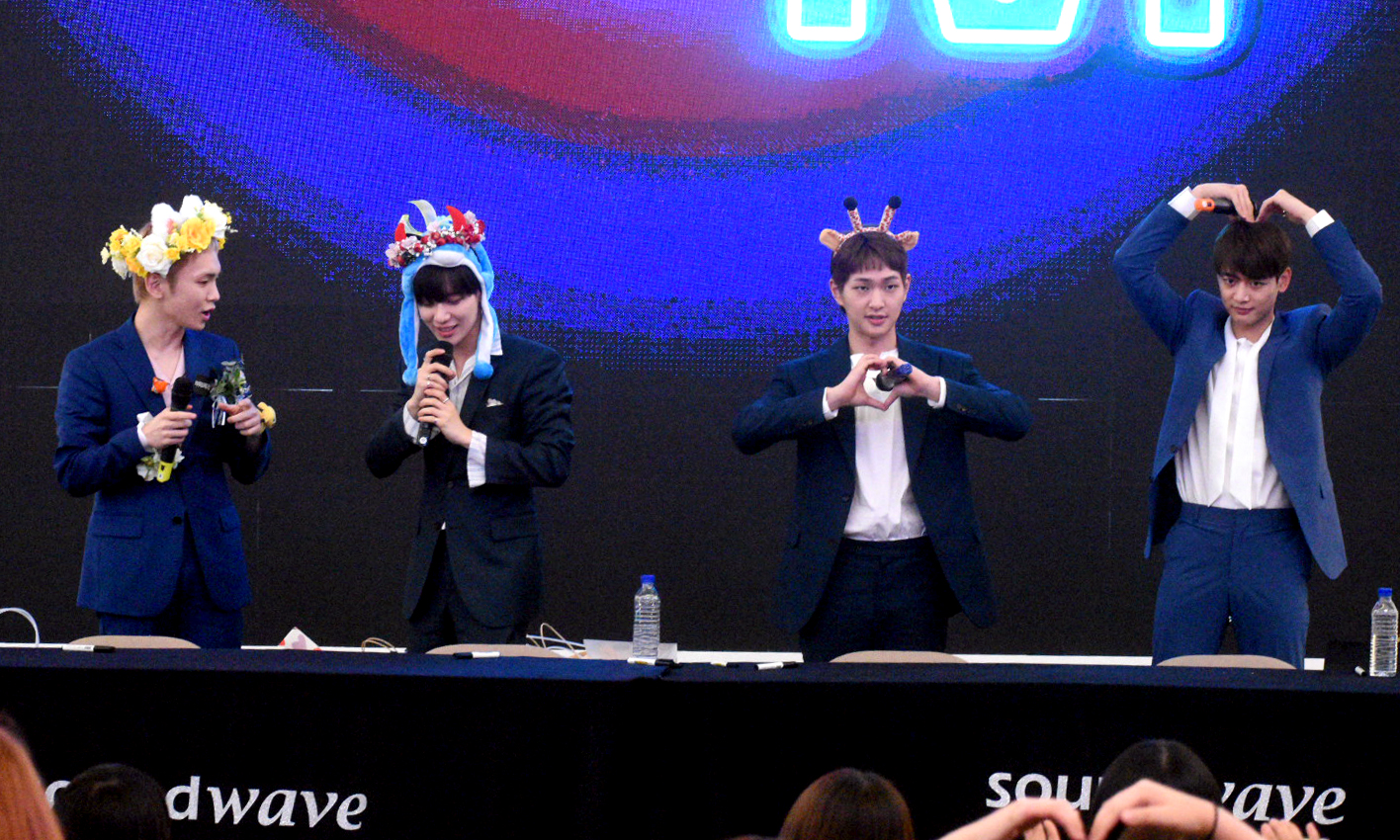
2018年6月，SHINee在《The Story of Light》簽名會上

5月15日，SHINee官網釋出兩張預告照，宣布即將迎來出道10週年的SHINee會在28日攜正規六輯《The Story of Light》回歸韓國樂壇，並且是首次以四人體制籌備專輯和回歸活動。《The Story of Light》由三張專輯構成，之所以分三個部份來發行是因為成員希望呈現SHINee還在努力工作，雖然因鐘鉉之死感到十分痛苦但依然能很好地應對現狀。5月18日，SHINee官網釋出一張預告照，公開三張專輯的主打歌歌名，分別是EP1《Good Evening (데리러 가)》、EP2《I Want You》與EP3《Our Page (네가 남겨둔 말)》，其中《Good Evening》延續了2015年《View》的Deep House風。EP1於5月28日發行、EP2於6月11日發行、EP3則於6月25日發行。其中EP1在Billboard Heatseekers專輯排行榜上排名第二，是SHINee在該排行榜上的最高排名，另外EP1和EP2同時登上Billboard 世界專輯榜，十分罕見。8月1日，SHINee發行第十五張日語單曲《Sunny Side》，收錄了日語版本的《Good Evening》以及《I Want You》。9月10日，SHINee推出第六張正規專輯《The Story of Light: Epilogue》，此專輯收錄《The Story of Light》全部15首歌曲以及一首新歌《Countless (셀 수 없는)》。《Countless》是一首以熱帶浩室為基礎的R&B歌曲，並使用韓文數字 (하나、둘、셋、넷) 與韓字 (가、나、다、라) 組成如魔咒般的歌詞。
在結束《The Story of Light》宣傳期與十週年相關紀念活動後，隊長溫流宣佈將會入伍，在接受基礎軍事訓練後以現役的身份履行兵役義務，成為組合裡第一個入伍的成員，代表SHINee短時間很難以四人完整體形式呈現在大眾面前。由於想要安靜入伍，所以溫流並不公開入伍的具體時間和地點。溫流為了在入伍前公開新專輯以安慰歌迷便加快專輯的製作速度，最終在12月5日推出個人出道首張迷你專輯《VOICE》，12月10日正式入伍。

### 2019年 - 2020年：團體空白期
隨著隊長溫流入伍，其餘兩位成員Key、珉豪亦開始到達必須入伍服兵役的年齡，於是有意跟隨隊長的步伐。1月17日SM娛樂宣佈Key申請了軍樂隊，同時珉豪亦在為入伍做準備，兩人將會在相近的時期入伍。為了給歌迷帶來安慰，Key和珉豪先後參加「SM STATION」企劃第三季並發表新歌曲。其中Key於1月25日證實軍樂隊申請獲批，將於3月4日入伍，而為歌迷準備的禮物、Repackage專輯《I Wanna Be》則入伍當天發售。SM則於3月宣佈另一位成員珉豪將於同年4月15日前往慶尚北道浦項的海軍陸戰隊基礎訓練中心報到。
隨著隊內大部份成員均入伍，所以SHINee正式暫停所有團體活動。而泰民由於年紀尚未到達必須入伍服兵役的年齡因此未有跟隨其他三位成員的決定，並於2月11日推出第二張迷你專輯《WANT》，繼續進行個人活動。

### 2021年至今
隨成員溫流、Key及珉豪於2020年先後退伍，SM娛樂於2021年1月7日宣布SHINee正在準備新專輯。1月31日SHINee舉行特別直播「The Ringtone: SHINee is Back」，並在直播中稱將於2月22日發行第七張正規專輯《Don't Call Me》。這張專輯取得商業上的巨大成功，除了在Gaon專輯排行榜上排名第一、登上了Billboard世界專輯榜第七名外，還獲得KMCA的白金唱片認證，售出超過250,000份。另外《Don't Call Me》空降45國iTunes專輯排行榜冠軍，證明人氣依然未減退。4月4日，SHINee使用Beyond Live平台舉行首場線上演唱會《Beyond LIVE - SHINee : SHINee WORLD》，也是SHINee三年來以團體名義舉辦的首場演唱會，吸引了超過130,000名觀眾。SHINee正規7輯後續專輯《Atlantis》於4月12日各音樂網站上公開，並於15日發行實體專輯，收錄3首新歌《Atlantis》、《Area》、《Days and Years》。

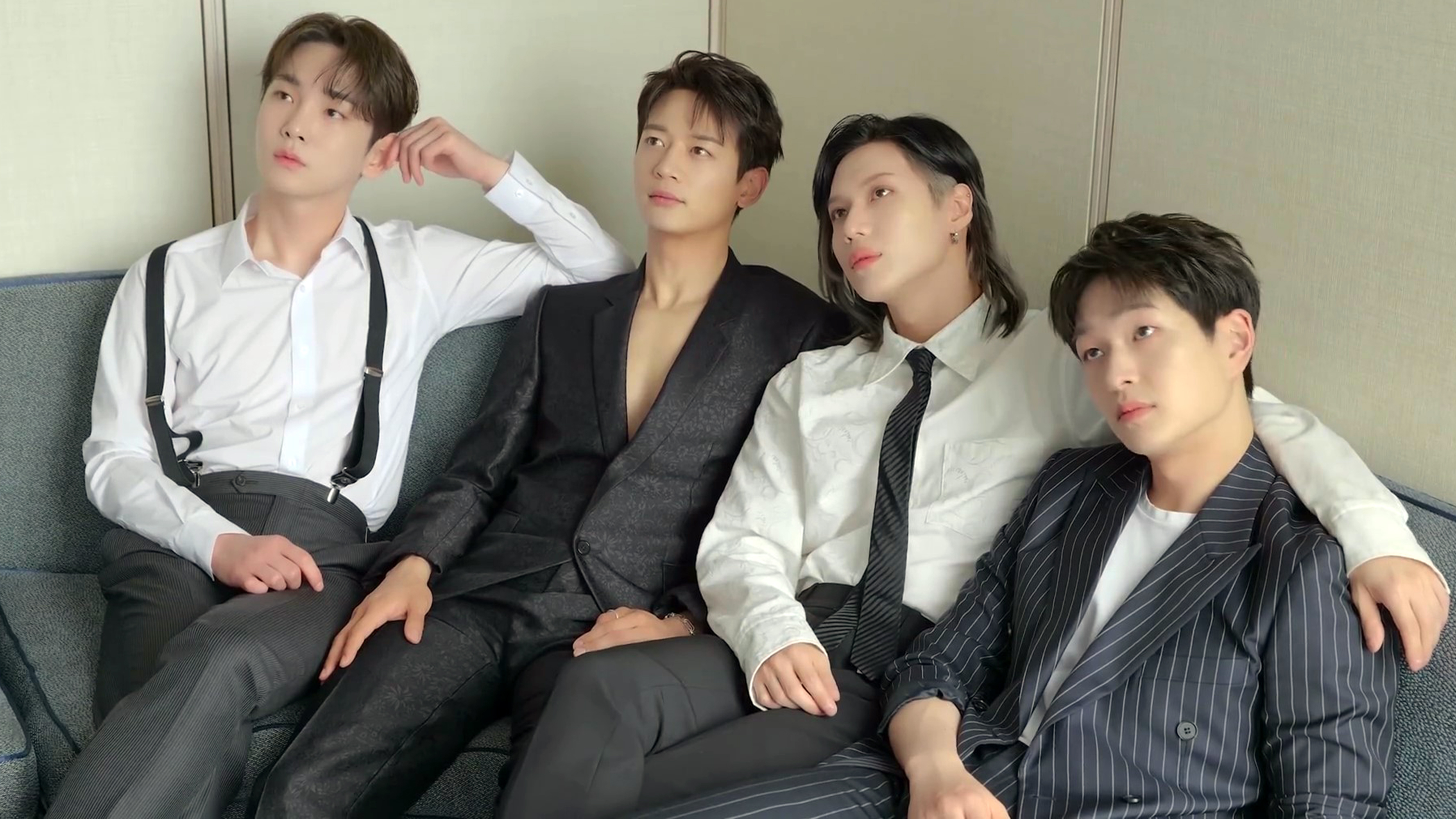
2021年，SHINee為《瑪麗嘉兒》拍攝封面照

5月23日，SHINee舉行了「～Bistro de SHINee～」線上粉絲見面會，慶祝在日本出道十週年，並於見面會中公佈新日語單曲「Superstar」，該單曲於次日在音樂平台上發布。5月31日，泰民因為已到達必須入伍服兵役的年齡便宣佈入伍，並到陸軍軍樂隊報到，是SHINee最後一位入伍的成員。
7月28日發行日語專輯《Superstar》，此專輯一上架在十九個國家與地區獲得iTunes專輯榜冠軍，刷新SHINee日專在iTunes專輯榜的紀錄，同時亦登上Billboard Japan專輯下載榜單第一名。《Superstar》亦是SHINee第四張登上Oricon專輯榜榜首的專輯，並因銷量超過100,000份而被RIAJ認證為金唱片。
2022年1月14日，泰民因憂鬱症和恐慌障礙等病症惡化，離開原服役單位軍樂隊，轉服公益勤務要員，2023年4月4日泰民完成兵役退伍，是SHINee最後一位完成兵役成員，SHINee長達4年4個月的兵役期宣告結束。
十五週年紀念
2023年，SHINee迎來成團的第十五年，在泰民退伍後，SHINee隨即展開出道十五周年紀念活動。5月27至28日，SHINee於蠶室室內體育館舉行「Piece of Shine」粉絲見面會，並舉行了全球直播，以慶祝出道十五周年，SHINee還在見面會上公開新曲《The Feeling》。6月23日至25日，SHINee於首爾奧林匹克公園舉行演唱會「 SHINee WORLD VI［PERFECT ILLUMINATION］」，為SHINee時隔六年再度舉辦現場演唱會。SHINee於6月26日發表第八張正規專輯《HARD》正式回歸樂壇，為組合時隔兩年再度推出音樂作品。同名主打歌《HARD》是一首90年代老派嘻哈風格的歌曲。《HARD》一經發行就空降全球40区iTunes專輯榜冠軍，反應熱烈，並且證明了SHINee出道多年依舊受到大眾歡迎。而隊長溫流宣佈因身體問題暫停活動，將不參與第八張正規專輯相關活動。
2023年9月，SHINee在日本舉行巡回演唱會。而出道15週年紀念電影《My SHINee World》亦於同月上映，內容主要為回顧SHINee出道15年有意義的時刻，導演為李虎彬（音譯）。
2024年3月，溫流和泰民宣佈和SM娛樂的個人合約結束，並將不再續約；而在4月，key和珉豪宣佈將會續約。雖然成員所屬的娛樂公司不同，但SHINee的團體活動會繼續由SM娛樂負責。於溫流宣佈正式回歸後，SHINee特別於5月24日至26日在仁川舉行三場安可演唱會，而門票於開售5分鐘後全部售罄。
2025年5月25日，在組合出道十七周年之際，發行單曲專輯《Poet | Artist》，專輯收錄同名主打曲和收錄曲《Starlight》，此專輯以鐘鉉遺作《Poet | Artist》命名，主打曲也為鐘鉉生前遺作。此外，在5月23日至25日，組合在首爾奧林匹克體操競技場舉辦演唱會<E.S.S.A.Y>。

## 成員列表
| 现任成員   | 现任成員 | 现任成員 | 现任成員 | 现任成員 | 现任成員 | 现任成員                                          | 现任成員            | 现任成員   |
| 藝名       | 藝名     | 藝名     | 本名     | 本名     | 本名     | 出生日期 / 出生地                                 | 國籍                | 隊內擔當   |
| 漢字       | 諺文     | 羅馬拼音 | 漢字     | 諺文     | 羅馬拼音 | 出生日期 / 出生地                                 | 國籍                | 隊內擔當   |
| ---------- | -------- | -------- | -------- | -------- | -------- | ------------------------------------------------- | ------------------- | ---------- |
| 溫流       |          |          | 李珍基   |          |          | 1989年12月14日 · 京畿道光明市                     |                     | 隊長、主唱 |
| Key        |          |          | 金起範   |          |          | 1991年9月23日 · 大邱廣域市                        | Vocal、領饒舌、領舞 |            |
| 珉豪       |          |          | 崔珉豪   |          |          | 1991年12月9日 · 仁川廣域市延壽區                  | 主饒舌、副唱        |            |
| 泰民       |          |          | 李泰民   |          |          | 1993年7月18日 · 首爾特別市道峰區                  | 副唱、主舞          |            |
| 已離開成員 |          |          |          |          |          |                                                   |                     |            |
| 鐘鉉       |          |          | 金鐘鉉   |          |          | 1990年4月8日－2017年12月18日（27歲） · 首爾特別市 |                     | 主唱       |

## 團體風格

### 音樂路線
SHINee以其勇於嘗試不同流派的音樂風格而受到讚揚，《告示牌》認為隨著每一次熱門歌曲的發行，SHINee都在重新塑造自己，並且不受限制地展示他們的多才多藝。在早期，SHINee的主要音樂風格是當代R&B，並融入嘻哈音樂與流行舞曲的元素，呈現在正規一輯《閃耀全世界》以及二輯《Lucifer》中。
在第三張正規專輯《Sherlock》之中SHINee開始嘗試作出更多改變，加入了放克搖滾、電子音樂和搖滾元素，主打歌《Sherlock》分別是由Bassline的《Clue》和銅管樂的《Note》混合而成的，《Dazed》的Taylor Glasby認為這首歌的複雜性標誌著SHINee越來越成熟，並「進入了一個完全屬於他們自己的領域」。《告示牌》專欄作家傑夫·本傑明認為SHINee於正規三輯《Dream Girl》的收錄歌如「Punch Drunk Love」和「Aside」與邁克爾·傑克遜和萊昂內爾·里奇的聲音相似，並認為SHINee在「Beautiful」和「Runaway」等曲目中嘗試將獨特的電子製作元素與甜美的男子音樂團體聲音結合。成員鐘鉉則表示，SHINee並不是想複製邁克爾·傑克遜所做的事情，只是兩者有著相似的價值觀以及追求著相似的音樂路線。
SHINee也以其成功應付不同音樂流派的能力而聞名。迷你五輯《Everybody》就是一個好例子，其同名主打歌被歸類「Complextro式」歌曲。Tiny Mix Tapes的雅各布·多羅夫表示《Everybody》和很多韓國歌曲不一樣，「沒有任何填充詞、團體迷思或不合適的說唱」，並且認為《Everybody》證明了即使在一個「只會壓迫真正有音樂才能的人」的文化產業中，人才們也會找到通往巔峰的道路。他還表示，迷你五輯收錄曲《Close the Door》凸顯了SHINee多才多藝和勇於實驗的特質，因為《Close the Door》是一首搖籃曲，並且以6/8華爾茲步調作為基礎，而這些音樂是不為大眾所熟悉的。
隨著正規四輯《Odd》的發行，SHINee嘗試了更多不同的音樂流派。這張專輯跨越了多種風格，例如收錄曲《Odd Eye》、《Romance》和《Farewell My Love》回到了剛出道時所走的R&B風格；走Deep House風的主打歌《View》；以及走《洛基恐怖晚會》式的放克歌曲《Married to the Music》等。《View》被描述為一首「很棒、很悠閒的夏日即興歌曲」，並因嘗試了在韓國樂壇非常少見的Deep House曲風而受到讚揚；《告示牌》專欄作家傑夫·本傑明則認為儘管《View》與2013年發行的《Everybody》並沒有什麼不同，因為兩首歌曲都有相同的重複和唱結構，但兩者有著完全不同的氛圍，而且在《Everybody》的副歌中加入了一堆電子樂的背景音，而《View》的副歌則非常簡單。他認為，SHINee在《View》中以更少的投入、卻承擔了更多的風險的情況下，最後獲得了豐厚的回報。
SHINee於正規五輯《1 of 1》開始大膽地嘗試了90年代的音樂風格，包括新傑克搖擺，這張專輯因「對經典、老派男孩樂隊的嘗試」以及「針對90年代的復古」而受到了讚揚，雜誌《Idology》更將《1 of 1》評為2016 年最佳K-pop專輯。Billboard的Tamar Herman認為《1 of 1》延續了SHINee作為Kpop最卓越的藝人之一的特點。而之後發行的正規六輯《The Story of Light》也在某程度上嘗試走復古風，主打歌《Good Evening》是一首deep house歌曲，並且帶有經典的R&B風格，類似於2015年的《View》，另外《Good Evening》也參考了R&B樂隊112於1997年發行的歌曲《Cupid》。
SHINee於踏入2020年代後，變得比之前更勇於創新。2021年發行的正規七輯《Don't Call Me》中沒有總體主題或固定的音樂路線，而是選擇了適合他們的歌曲，這張專輯跨越了多種音樂流派，包括流行、嘻哈、EDM、R&B和雷鬼。珉豪表示，在這張專輯中，有些歌曲是典型的SHINee歌曲，但也有一些歌曲是SHINee從未見過的類型，例如同名主打歌《Don't Call Me》就是SHINee出道以來最有嘻哈影子的舞曲，這是SHINee之前從未試過的。《京鄉新聞》的評論家Kim Jak-ga對專輯《Don't Call Me》給予了積極評價，認為SHINee「非常懂得如何表達每首歌曲」，而專輯中的歌曲「歌曲之間連接得很流暢，像波浪一樣流動。」而同名主打歌《Don't Call Me》也受到了讚賞，大眾認為SHINee在音樂方面一如以往地致力於開闢新的領域。
從出道開始，成員鐘鉉就積極參與作詞作曲，SHINee有不少歌都是由他所創作的（如《Juliette》、《View》），他影響了SHINee的音樂方向，甚至當很多人想到SHINee時，就會想到鐘鉉的名字。鐘鉉因其對藝術的掌控和對音樂創作的投入而受到讚賞。《韓國時報》的Kim Da-hee將鐘鉉評為在IDOL界中脫穎而出的四位音樂家之一，另外三位分別是G-Dragon、Zico和振永，表揚了他們「在歌曲創作、製作和舞蹈方面的傑出才能」。而SHINee的其他成員也透過發行個人單曲及專輯，展現出個人風格及才華。例如Key的個人迷你一輯《BAD LOVE》便登上Dazed的「2021年度最佳Kpop歌曲」排行榜中的第2名。

### 舞蹈

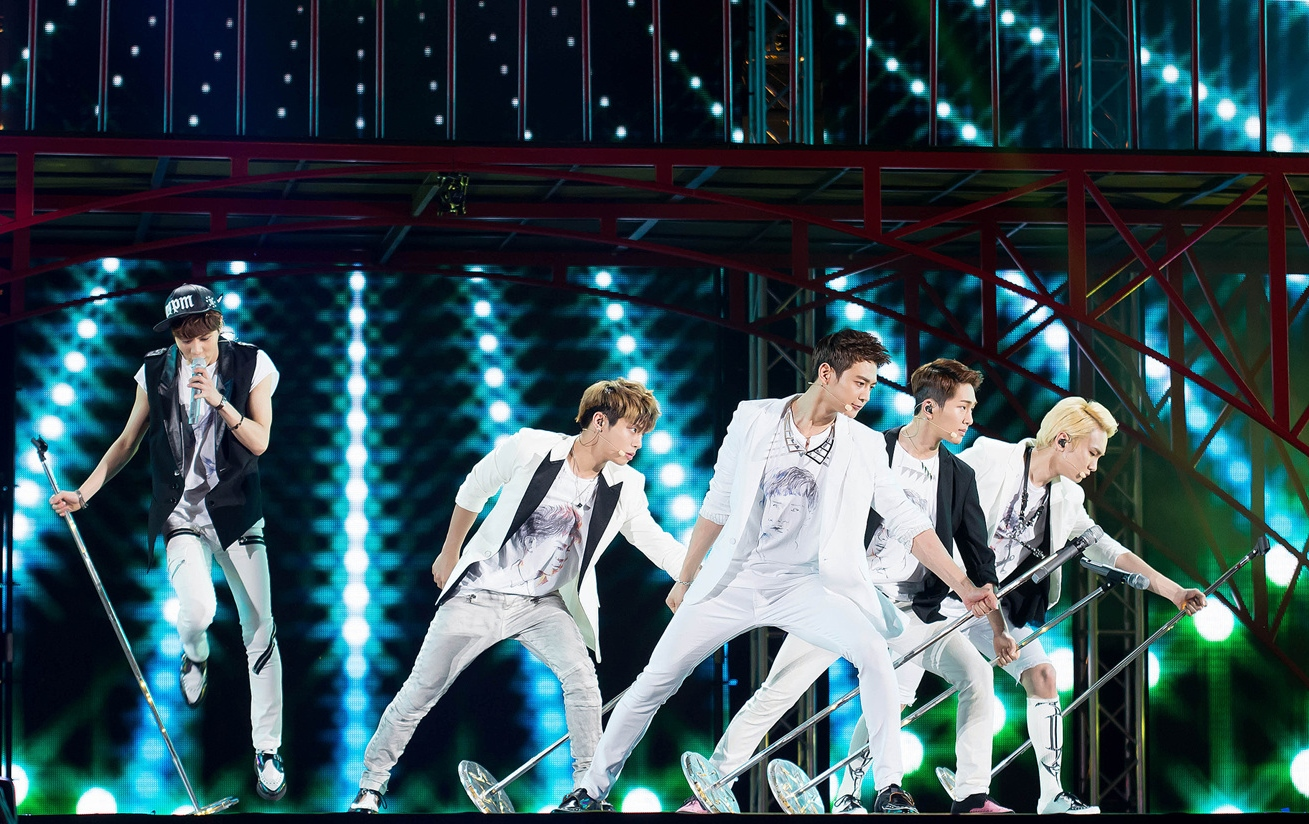
《Dream Girl》時期的「麥克風舞」

SHINee早期的主要編舞老師分別為仲宗根梨乃（Rino Nakasone）和Misha Gabriel，仲宗根梨乃的作品有《Replay》、《Love Like Oxygen》、 《Juliette》、《LUCIFER》等，Misha Gabriel的作品則有《Amigo》和《Ring Ding Dong》，而現SM娛樂表演總監沈在元（심재원）也協助為《LUCIFER》編舞。由於SHINee初出道時成員年紀都偏小，主舞泰民當時更只有14歲，這也導致成員普遍身材瘦小，因此SHINee出道初期没有走SM傳統的「SMP」路線，舞蹈也拋棄了Kpop主流的繁复舞蹈，追求轻巧精致、干净利落、多变但以力量爆发为主的舞蹈，舞蹈風格則多為LA Style及Popping。
後來隨著SHINee成員年紀漸長，SM娛樂開始協助SHINee將傳統「SMP」的歌曲換成電子曲風使「新SMP」路線登場，SHINee的舞蹈風格也隨之變得幹練強勁起來，更請來曾和邁克爾·傑克遜、凱莉·米洛等巨星合作過的知名編舞師Tony Testa親自為迷你四輯《Sherlock》、正規三輯《Dream Girl》及迷你五輯《Everybody》編舞，SHINee是Tony Testa第一個合作的韓國藝人。以上歌曲幾乎每首的舞蹈都有自己的特點，《Sherlock (Clue + Note)》有「殘影舞」、《Dream Girl》有「麥克風舞」、《Everybody》被稱為「DJ舞」，一開始這些舞蹈並不為大眾所接受、認為與SHINee「格格不入」，但慢慢大眾開始歡迎、後來甚至相當追棒這種風格，其中美國《告示牌》曾極力稱讚《Everybody》的舞蹈，《告示牌》更將《Everybody》評為「2013年最佳舞台演出」。於2015年發行的正規四輯《Odd》之中，主打歌《View》請來Ian Eastwood編舞，Ian Eastwood打破了SHINee強而有力以及細緻繁複的編舞為中心的路線，變得更為注重團隊合作，並且更有動感。
SHINee以「無與倫比的編舞」而受到廣泛認可 ，並被認為是Kpop中最好的舞蹈團體之一。他們以復雜的舞蹈動作而聞名，這使他們不同於其他Kpop藝人。英國雜誌《Dazed》的Jakob Dorof形容SHINee擁有「如芭蕾舞般協調的編舞」，並表示他們是一個「比任何人都更能體現這個特點」的組合。美國雜誌《Paste》的Tamar Herman將SHINee描述為Kpop最受歡迎的舞蹈團體之一，並指出「他們的舞蹈動作和他們所表演的歌曲一樣具有技術和創意」。SHINee先後於2012年、2013年及2015年憑《Sherlock (Clue + Note)》、《Dream Girl》及《View》獲得Mnet亞洲音樂大獎最佳舞蹈表演獎，編舞及舞蹈動作備受肯定。

### 聲樂
SHINee在聲樂方面的特點之一，是每位成員都有著獨特的聲音。主唱之一鐘鉉的唱腔被認為是黑人唱腔，有著爆發力十足、音域廣宽、感性的特點，能真假音轉換自如，並能「觸動聽眾的心」。他在《閃耀全世界》的第一次solo歌《Hey Ya（Y Si Fuera Ella）》中因其好音質而獲得不少音樂人的讚賞。鐘鉉和另一位主唱溫流被普遍認為是「截然不同」的歌手，因為兩人的音色不一樣。溫流的歌聲被認為是溫柔、平靜、樸素的，能扣人心弦，引起聽眾共鳴。Beff Report的Kim Joo-hyun讚揚了溫流和鐘鉉兩位主唱之間的「協調性」，稱他們的歌聲有著「對比」的美感，他們實際上「很適合彼此」，就像「天與地一樣差距很大，但又密不可分」。Kim Joo-hyun認為，SHINee另一個最大的優點就在於難以區分主唱和副唱。他提到了泰民，稱讚他的唱功有進步，現在已能媲美兩位主唱，這也導致了「SHINee主唱和副唱之間的界線模糊了起來」。另外，Key的和聲能力也受到大眾的讚揚。
SHINee被認為是Kpop中唱LIVE最好的團體之一，有著優秀的聲樂表演，網民常以「吞CD」稱讚SHINee的現場表演，認為「他們真唱和播CD幾乎沒有分別」，這也是他們和很多Kpop藝人的不一樣之處。《紐約時報》的Jon Caramanica稱他們總是「雄心勃勃的」，並讚揚了樂隊強大的Vocal實力。Jon Caramanica表示SHINee的音樂，特別是《Replay》、《Ring Ding Dong》和《Juliette》，感覺風險很大，即使這些歌曲只是稍微調整了Kpop歌曲的「多語言」模式。

### 公眾形象
SHINee出道初期以青春、可愛的形象示人，當他們首次出現在公眾視野時就以獨特的時尚感和「男孩子氣」的魅力吸引了大家的目光，加上初出道時平均年齡只有16歲，因此在韓國獲得了「엄친아」（媽朋兒）的稱號，意思為「別人家的孩子」。出道曲《Replay》中清新的風格被認為打破了2000年代中期韓國流男團常見的黑暗風格，因而被封為「國民年下男團」。於2009年發行的迷你三輯《2009, YEAR OF US》開始，SHINee的風格成熟了起來，被認為「更能夠展現男性美」。在之後陸續發行的音樂作品中，SHINee在保持獨特的「男孩子氣」的同時開始致力打造出更成熟的形象。直至2015年發行的正規四輯《Odd》被認為是打破了SHINee的鄰家男孩形象，讓大眾意識到他們已經徹底成為「成熟、性感的男人」。SHINee的成員們也透過個人活動去展示個人的獨特形象，其中泰民因在個人的音樂作品中打破性別規範而聞名，他經常以中性化的服裝和妝容現身。

## 影響及認可

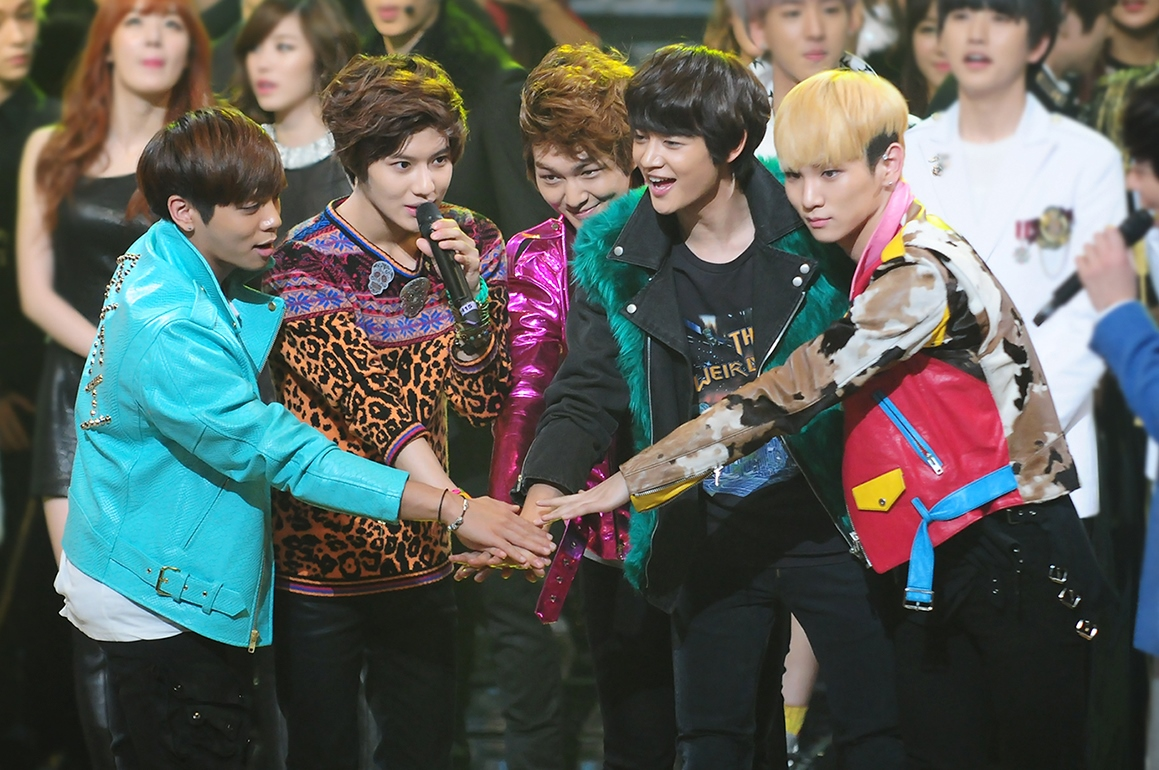
SHINee以色彩繽紛又前衛的穿衣風格而聞名

SHINee是頗具影響力的偶像團體，並獲得「韓流王子」的稱號。在「過去20年來最佳偶像歌手」榜單上，SHINee排在第11位。他們分別於2014年和2016年登上韓國福布斯名人榜。許多藝人和民眾都會廣泛模仿或惡搞SHINee的舞蹈，如《LUCIFER》及《Ring Ding Dong》。SHINee強烈的音樂性質、別樹一幟的時尚感和獨特的聲音是其人氣經久不衰的主要原因。《南華早報》表示︰「當其他韓國偶像團體的壽命只餘下一半時，SHINee卻以『韓流王子』的身份傲視群雄...『韓流王子』的長期統治看來不會很快結束。」
SHINee於2008年的出道被認為是偶像歷史上最重要的時刻之一，他們以獨特的音樂備受人們關注。韓國樂評家金榮大（김영대）在其著作《K-Pop征服世界的祕密》中提到︰「SHINee的音樂即使在『偶像』一詞依舊無法擺脫負面印象的時期，（他們的音樂）聽在樂評耳中依舊是前所未有的進步...從《Misconceptions》系列開始，SHINee的職業生涯和軌跡，本身就代表著Kpop在音樂和系統這兩個層面的變化。」評論員鄭珉載（정민재）指出，SHINee是一支「ONE and ONLY」的組合，從徐太志開啟Kpop之後的30多年來，SHINee都是「前無古人，後無來者」，他們在音樂和概念上是獨一無二的。랜디서表示︰「我想如果用一個詞來形容SHINee的話，那就是『品質』。我相信SHINee對於K-pop目前在質量上的增長起到了非常大的作用。」
雖然SHINee沒多往歐美發展，但SHINee依舊在歐美地區收獲不少人氣。2011年，SHINee成為第一個在倫敦舉辦演唱會的Kpop音樂團體，演唱會門票在幾分鐘內售罄，並且一度導致外國票務網站癱瘓。同時SHINee也是第一个在英國艾比路錄音室举行公演的亚洲明星，艾比路錄音室被稱為「夢想工作室」。在2011年的倫敦韓國電影節上，當時艾比路錄音室的CEO甚至將SHINee與英國傳奇樂隊披頭四進行比較。前美國總統巴拉克·奧巴馬在2017年亞洲領導力會議上提到了SHINee，稱SHINee令美國青少年對韓國文化和韓語更加感興趣，對美國青少年有著重大影響。
SHINee對時尚也頗具影響，經常以高幫運動鞋、緊身牛仔褲加上彩色毛衣現身，最大的特點為色彩繽紛。在他們的推動下，學生們開始模仿他們的衣着，這種穿衣風格後來更成為韓國常見的街頭風格，媒體稱之為「SHINee Trend」。另外，SHINee的穿衣服裝也以前衛而聞名，例如在正規二輯《LUCIFER》中成員珉豪和泰民都留著長頭髮、搭配引人注目的服裝，這種較為女性化的外表被認為是打破了Kpop男團一直以來的「男友」形象，對現今的Kpop產生了很大的影響。SHINee在Style Icon Awards上獲得了「最佳時尚偶像」的稱號，穿衣風格受到了認可。《韓國時報》的Kwaak Je-yup表示，當SHINee在2008年出道時，受到關注的不僅是他們的音樂，還有他們豐富多彩又前衛的風格，並且即使出道多年他們充滿色彩的穿衣風格依舊沒有變。
SHINee發行的歌曲很多都成為Kpop中的經典，其中《Replay》一曲令他們打開了知名度，此曲更被《商業內幕》及《瑪麗嘉兒》評為「Kpop史上最好的出道歌曲之一」，SHINee當年憑《Replay》橫掃全韓的男子新人賞。在Stereogum「最佳韓國流行音樂錄像」排行榜中，2010年發行的《LUCIFER》獲得了第20位，2009年發行的《Ring Ding Dong》則獲得第10位，而《LUCIFER》也在知名雜誌《Spin雜誌》「21大韓國流行歌曲」榜單中排在第20位。《Sherlock (Clue + Note)》被稱為「韓國第一首hybrid remix單曲」，廣受音樂人及大眾好評，此曲被《東亞日報》於「過去20年最佳男子偶像歌曲」排名第5位，在Melon的「Kpop歌曲一百強」榜單中排第11位，並在權威音樂雜誌《滾石雜誌》的「50大男團歌曲」排行榜中位列第14名。《Odd》是樂評清單上的常客，被稱為「SHINee最佳傑作」，這張專輯被《MTV》選為「2015年最佳專輯」之一，而主打歌《View》在美國《告示牌》的「2015最佳韓國流行歌曲」榜單中排第18位。SHINee在YouTube上有兩支破億MV，分別為〈Ring Ding Dong〉及《LUCIFER》。後輩中有不少團體都會在公開場合翻唱他們的歌曲致敬，例如TXT、DRIPPIN、ASTRO等。

### 歌迷
大部份韓國偶像團體均有自己的官方歌迷會，SHINee亦於2008年成立自己的官方歌迷會，並宣佈官方歌迷名為「SHINee WORLD」（샤이니 월드），縮寫為「S.W.」/「Shawol」，名字來自第一張正規專輯《閃耀全世界》，意指整個世界（WORLD）都屬於SHINee，而SHINee的音樂將會照耀到每一個人的身上。官方應援顏色為「珍珠湖水綠色」（Pearlescent Aquamarine），應援物則為珍珠湖水綠色的氣球和鑽石型應援棒。2012年宣佈成立日本官方歌迷會，並和韓國官方歌迷會分開運作。
SHINee影響了很多千禧年代的孩子，有不少現役藝人都表示自己或多或少地受到了SHINee的影響，有NCT成員泰一、楷燦、TXT成員太顯、SF9成員澯熙、EVERGLOW隊長施賢、gugudan成員美娜、SEVENTEEN成員Hoshi以及MIRROR成員Jeremy等等，部份人更表示是在受到SHINee的影響下而選擇投身娛樂圈。另外SHINee也頗為受到日本年輕人的追捧，除了出道单曲《Replay -你是我的everything-》創下當時发行首周史上韓國男團日本出道銷售紀錄以外，在2018年「學生最喜歡的團體Top 20」排行榜中，SHINee分別獲得19名（小學生組）、12名（初中生組）及11名（高中生組）。

## 慈善公益
2010年2月，SHINee到訪了位於札幌市的孤兒院「太陽兒子之家」，並給孤儿們送去了T恤、韓國傳統糕點以及帶有韓國形象的娃娃等，是次活動為志願者活動。同年8月，SHINee聯同東方神起的成員瑜滷允浩出席了在京畿道坡州信息中心舉行的「第二屆DMZ國際紀錄片電影節」中的戰爭孤兒捐獻儀式環節，這次活動是為了幫助因戰爭而成為孤兒以及飽受飢餓之苦的孩子們，SHINee在會上為戰爭孤兒親自受理捐贈。
2011年，SHINee出席了由韓國紅十字會和聯合國兒童基金會韓國委員會舉行的「幫助非洲兒童」活動，為非洲貧困的兒童籌集資金。2012年，SHINee宣佈由他們代言的化妝品所帶來的部分收入將會捐出作慈善用途，並且會捐出100萬元給中華民國紅心字會以幫助弱勢兒童吃上營養餐。
由2015年開始，SHINee參加了由SM娛樂與聯合國兒童基金會合作舉辦的「SMile for U」慈善活動，旨在將販賣指定周邊產品的收益撥捐作小孩子的音樂教育。

## 音樂作品
| 正規專輯 - 2008年：閃耀全世界 - 2010年：LUCIFER - 2013年：Dream Girl - The Misconceptions Of You - 2013年：Why So Serious? - The Misconceptions Of Me - 2015年：Odd - 2016年：1 of 1 - 2018年：The Story of Light - 2021年：Don't Call Me - 2023年：HARD 迷你專輯 - 2008年：Replay - 2009年：Romeo - 2009年：2009, Year Of Us - 2012年：Sherlock - 2013年：Everybody | 正規專輯 - 2011年：THE FIRST - 2013年：Boys Meet U - 2014年：I'm Your Boy - 2016年：D×D×D - 2017年：FIVE 迷你專輯 - 2021年：SUPERSTAR 精選輯 - 2018年：SHINee THE BEST FROM NOW ON |

## 演唱會
他們在2010年開始了自己第一個的亞洲巡迴演唱會「SHINee WORLD」。2011年進軍日本，並於同年舉行他們第一個日本全國巡迴演唱會「The 1st Japan Arena Tour "SHINee WORLD 2012」，是次演唱會打破了韓國藝人首次日本巡演人數的記錄，一共有二十萬人參與。之後，SHINee陸陸續續到香港、台灣、中國、泰國、菲律賓、新加坡、英國、南美洲舉行演唱會來累積人氣。2017年3月，SHINee分別於美國和加拿大舉行演唱會，是SHINee出道多年來第一次前往北美洲開演唱會。
前Black Beat成員、現SM娛樂表演總監沈在元（심재원）以及黃尚勛（황상훈）會協助SHINee準備公演以及演唱會。SHINee於舉行演唱會前會先和表演總監舉行多場會議，討論歌曲的表演順序、燈光設置、服裝以及整體概念。SHINee於演唱會上的服裝則主要由成員Key負責。在各方面都確認好後，Key會找來服裝品牌、設計師一同設計，並會跟據其他成員的意見來修改設計圖。《韓國時報》曾讚揚SHINee的演唱會，稱是「令人著迷的表演質量和舞台製作」以及「無與倫比的視覺奇觀」。
| 主要場次 亞洲巡迴 SHINee WORLD (2010–2011) SHINee WORLD II (2012) SHINee WORLD IV (2015) SHINee WORLD VI［PERFECT ILLUMINATION］ （ 英语 ： Shinee World VI: Perfect Illumination） (2023) 世界巡迴 SHINee WORLD III (2014) SHINee WORLD V (2016–2017) [ 385 ] [ 386 ] [ 387 ] 日本巡迴 SHINee WORLD 2012 （ 英语 ： Shinee World 2012） (2012) SHINee WORLD 2013 ~Boys Meet U~ （ 英语 ： Shinee World 2013） (2013) SHINee WORLD 2014 ~I'm Your Boy~ （ 英语 ： Shinee World 2014） (2014) SHINee WORLD 2016 ~DxDxD~ （ 朝鲜语 ： SHINee WORLD 2016 ~D×D×D~） (2016) SHINee WORLD 2017 ~FIVE~ （ 英语 ： Shinee World 2017） (2017) SHINee WORLD THE BEST 2018～FROM NOW ON～ (2018) | - Beyond LIVE – SHINee: SHINee WORLD (2021) - SM Town Live '08 (2008–2009) - SM Town Live '10 World Tour (2010–2011) - SM Town Live World Tour III (2012–2013) - SM Town Week – "The Wizard" (2013) - SM Town Live World Tour IV (2014–2015) - KCON: Paris, France and Los Angeles, United States (2016) - SM Town Live World Tour V in Japan (2016) - SM Town Live World Tour VI in Korea and Japan (2017) - 東方神起第三次亞洲巡迴演唱會 (2009) - Girls' Generation The 1st Asia Tour - Into The New World (2009–2010) |

## 影視作品
| - 2023年：MY SHINee WORLD | - 2008年：SHINee年下男的約會 - 2010年：SHINee的Hello Baby - 2013年：SHINee的美好的一天 - 2018年：SHINee's BACK - 2021年：SHINee的Start Up發光愛豆企劃 - 2023年：SHINee's 15m - Roadtrip Comeback Show |

## 獎項
SHINee自出道以來就獲得不少獎項。2008年，他們憑首張正規專輯《閃耀全世界》 獲得第23屆金唱片獎年度新人專輯獎以及第10屆Mnet's KM Music Festival最佳男新人賞。SHINee在成功宣傳他們的正規三輯後，他們在2013年的甜瓜音樂獎頒獎典禮上榮獲「年度藝人」，這是他們出道6年來第一次獲得大賞。SHINee以獨特的舞蹈表演三度贏得Mnet Asian Music Awards的「最佳男子團體舞蹈表演獎」，另外SHINee以他們傑出的專輯設計分別於2012及2014年獲得紅點設計大獎。

## 廣告代言
SHINee自出道以來為不少的產品或品牌代言。在早期，SHINee主要為化妝品品牌Nana's B、Etude House、The Saem、運動品牌Reebok、服裝品牌Maypole等等。2012年，Etude House的Lash Pump 3-Step Volume-Cara（一個基於PC和移動端的微型網站，由朴山多拉和SHINee共同代言）榮獲第九屆韓國Web Awards移動營銷及產品推廣領域大獎。SHINee後來代言了運動品牌Skechers，並與Naver、Skechers三方合作推出了由成員設計的T-Shirt和帽子。2021年，SHINee成為真露燒酒代言人，真露更為SHINee推出了特別版燒酒。2023年3月，韓國美容品牌Dr.G任命SHINee為其全球大使，希望藉著SHINee在韓國和海外的強大粉絲基礎拓展該品牌的全球市場。
SHINee在海外也有代言，例如中國服装品牌愛居免以及台灣線上遊戲《Mstar》。

## 書籍作品
- 2009年7月31日：SHINee The 1st Photobook - Part 1: SHINee Day
- 2009年10月7日：SHINee The 1st Photobook - Part 2: SHINee Night
- 2011年12月8日：太陽之子: SHINee巴塞隆拿寫真遊記
- 2011年12月26日：SHINee The 1st Concert Photobook
- 2013年5月25日：SHINee Surprise Vacation
- 2014年2月19日：SHINee Surprise Vacation DVD

## 外部連結
| 官方網站 - 官方网站 （） - 官方网站 （日語） - 官方网站 （繁體中文） - 官方网站 （） - YouTube上的SHINee頻道 - YouTube上的SHINeeVEVO頻道 - YouTube上的SMTOWN頻道 - SHINee的哔哩哔哩个人空间 | 社交網站 - SHINee的Facebook專頁 - SHINee的Instagram帳戶 - SHINee的X（前Twitter） - SHINee的TikTok - SHINee的新浪微博 - 鐘鉉的X（前Twitter） - 溫流的X（前Twitter） - Key的Instagram帳戶 - 鐘鉉的Instagram帳戶 - 溫流的Instagram帳戶 - 泰民的Instagram帳戶 - 珉豪的Instagram帳戶 - SMTOWN的Facebook專頁 |